# Les Fleurs du mal
Pour les articles homonymes, voir Les Fleurs du mal (homonymie).
 (août 2021).
- Si vous ne connaissez pas le sujet, laissez ce bandeau (vous pouvez alors contacter les auteurs).
- Si vous supprimez le contenu mis en cause (vous pouvez préalablement contacter les auteurs),

argumentez précisément cette suppression dans la page de discussion
(un manque de référence n'est pas un argument ; une recherche réelle de référence doit avoir été effectuée, être formellement documentée).
Les Fleurs du mal (ou parfois Les Fleurs du Mal avec une majuscule à Mal) est un recueil de poèmes de Charles Baudelaire, reprenant la quasi-totalité de sa production en vers de 1840 jusqu'à sa mort, survenue fin août 1867.
Publié le 21 juin 1857, le recueil scandalise aussitôt la société française. Son auteur subit un procès retentissant. Le jugement le condamne à une forte amende, réduite sur intervention de l'impératrice Eugénie de Montijo ; il entraîne la censure de six pièces jugées immorales. Elles seront publiées plus tard sous le titre Les Épaves.
De 1861 à 1868, l'ouvrage est réédité dans trois versions successives, enrichies de nouveaux poèmes ; les pièces interdites paraissent en Belgique. La réhabilitation n'interviendra que près d'un siècle plus tard, en mai 1949.
Le recueil est considéré comme une œuvre majeure de la poésie moderne. Il diffère d'un recueil classique où souvent, le seul hasard réunit des poèmes généralement disparates. Ici, les poèmes s'articulent avec méthode et selon un dessein précis. Les principaux thèmes sont :
- la souffrance d'ici-bas considérée selon le dogme chrétien du péché originel, qui implique l'expiation ;
- le dégoût du mal — et souvent de soi-même  ;
- l'obsession de la mort ;
- l'aspiration à un monde idéal, accessible par de mystérieuses correspondances.

Nourrie de sensations physiques que la mémoire restitue avec acuité, l'œuvre exprime une nouvelle esthétique où l'art poétique juxtapose la palette mouvante des sentiments humains et la vision d'une réalité parfois triviale à la plus ineffable beauté. Elle exercera une influence considérable sur des poètes aux publications ultérieures, tels que Paul Verlaine, Stéphane Mallarmé[réf. nécessaire] ou encore Louis Aragon.

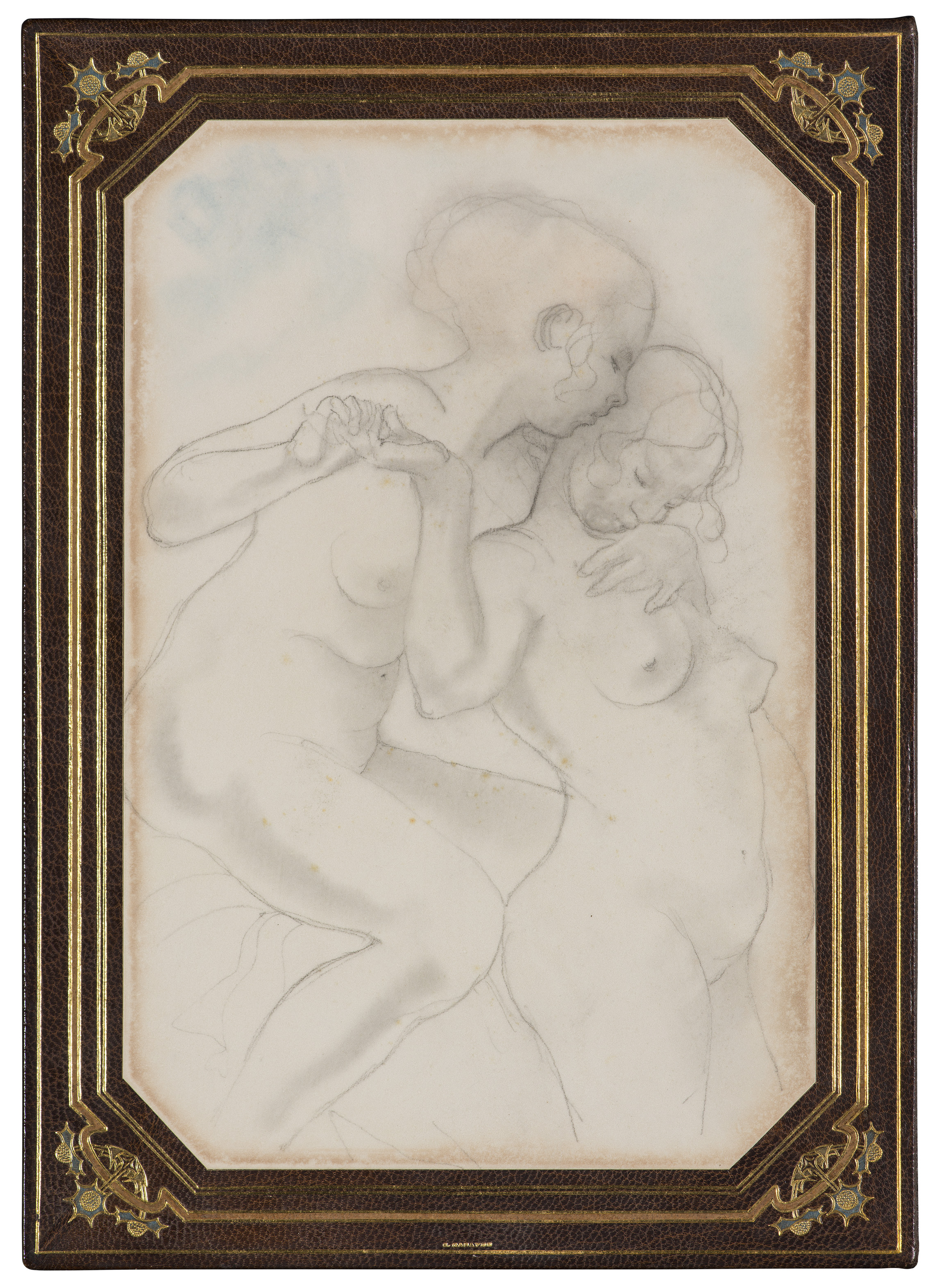
Illustration par Armand Rassenfosse pour Les Fleurs du mal.

## Historique

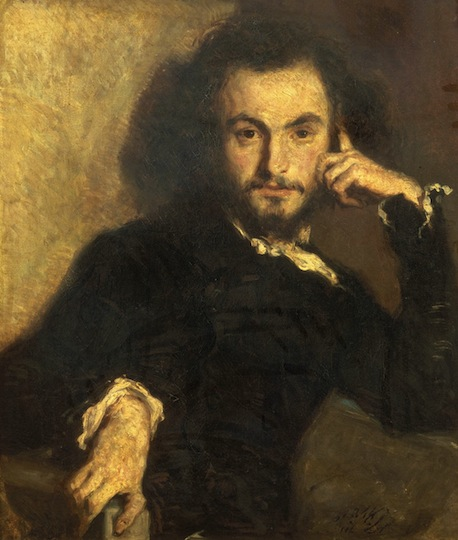
Charles Baudelaire par Émile Deroy - 1844.

### Genèse (à partir de 1841)
La genèse du recueil reste mal connue. La plupart des pièces qui composent les Fleurs du mal furent écrites entre 1840 et 1850.
Les plus anciennes pièces remontent vraisemblablement à 1841 (Une nuit que j'étais près d'une affreuse Juive et À une dame créole). Un manuscrit soigneusement copié et relié, attesté par l'ami du poète Charles Asselineau, existe déjà en 1850. Mais il n'a pas survécu et on en ignore le contenu.
Certains poèmes sont publiés dans diverses revues :
- À une dame créole, le 25 mai 1845 dans L'Artiste ;
- Le Vin de l’assassin, en 1848 dans L'Écho des Marchands de vin (apparemment sans intention humoristique) ;
- Lesbos, en 1850 dans une anthologie des Poètes de l'amour[4].

Le 1er juin 1855, 18 poèmes paraissent dans la Revue des deux Mondes sous le titre « Fleurs du Mal ». Ce titre avait été suggéré à Baudelaire par un de ses amis, l'écrivain et critique littéraire Hippolyte Babou.
Le 20 avril 1857, 9 pièces sont publiées dans La Revue française.
Les épreuves d'imprimerie corrigées de la main de Baudelaire pour Les Fleurs du Mal début 1857 constituent la source manuscrit majeure pour retracer la genèse de la création de ce recueil.

### Première édition (1857)
La publication des Fleurs du mal a lieu par étapes. Pas moins de quatre éditions, à chaque fois différentes, se succèdent en l'espace de onze ans, de 1857 à 1868 - année suivant la mort de l'auteur.
Le 4 février 1857, Baudelaire remet à l'éditeur Auguste Poulet-Malassis, installé à Alençon, un manuscrit contenant 100 poèmes. Ce chiffre lui apparaît comme un nombre d'or, symbole de perfection. Toutefois, il exprime à Poulet-Malassis sa crainte qu'une fois imprimé, le volume ne « ressemble trop à une plaquette ». À sa mère, il confie le 9 juillet avoir renoncé à publier l’intégralité des pièces : « Epouvanté moi-même de l’horreur  que j’allais inspirer, j’en ai retranché un tiers aux épreuves. » Tirée à 1 300 exemplaires, cette première édition est mise en vente le 25 juin. Ses « fleurs maladives » sont dédiées au poète Théophile Gautier, qualifié par Baudelaire, dans sa dédicace, de « parfait magicien des lettres françaises » et « poète impeccable ».
Le 5 juillet 1857, dans Le Figaro, Gustave Bourdin critique vertement « l’immoralité » des Fleurs du mal : « ce livre est un hôpital ouvert à toutes les démences de l’esprit, à toutes les putridités du cœur ; encore si c’était pour les guérir, mais elles sont incurables. » Toutefois, le 14 juillet, Le Moniteur universel, journal officiel qui dépend du ministre de la maison de l'Empereur, publie un article élogieux d’Édouard Thierry qui est le premier à les qualifier de « chef-d'œuvre », un chef-d'œuvre placé « sous l'austère caution de Dante ».

### Procès et censure (1857)
Le 7 juillet, la direction de la Sûreté publique saisit le parquet pour « outrage à la morale publique » et « offense à la morale religieuse ». Le procureur Ernest Pinard, qui a requis cinq mois plus tôt contre Madame Bovary, se concentre sur le premier chef d'accusation, s'interroge sur l'élément d'intention du second et s'en remet finalement au tribunal. Le second chef d'accusation n'est pas retenu. Le 20 août, maître Pinard prononce son réquisitoire devant la 6e Chambre correctionnelle. La plaidoirie est assurée par Gustave Gaspard Chaix d'Est-Ange qui insiste sur le fait que Baudelaire peint le vice mais pour mieux le condamner. Le 21 août, le jour même du procès, Baudelaire et ses éditeurs sont condamnés, pour délit d’outrage à la morale publique, à respectivement 300 et 100 francs d’amende et à la suppression de 6 pièces du recueil : Les Bijoux, Le Léthé, À celle qui est trop gaie, Lesbos, Femmes damnées et Les Métamorphoses du Vampire. Ces poèmes condamnés pour « un réalisme grossier et offensant pour la pudeur » et des « passages ou expressions obscènes et immorales » resteront interdits de publication en France jusqu'à ce que la Cour de cassation rende, le 31 mai 1949, un arrêt annulant la condamnation de 1857.
Très rares sont ses contemporains à soutenir Baudelaire. Théophile Gautier, dédicataire du recueil, garde le silence. Jules Barbey d'Aurevilly manifeste son admiration. Une estime réciproque lie les deux artistes. Le 30 août, Victor Hugo écrit à Baudelaire : « Vos Fleurs du Mal rayonnent et éblouissent comme des étoiles. » Pour le féliciter d’avoir été condamné par la justice de Napoléon III, il lui écrira même, dans sa lettre du 6 octobre 1859, que l’ouvrage apporte « un frisson nouveau » à la littérature.

Le 6 novembre 1857, Baudelaire écrit, à l’impératrice pour lui demander d'intervenir afin que soit diminuée l'amende dont avaient été frappées Les Fleurs du mal : 

« Je dois dire que j’ai été traité par la Justice avec une courtoisie admirable, et que les termes mêmes du jugement impliquent la reconnaissance de mes hautes et pures intentions. Mais l’amende, grossie des frais inintelligibles pour moi, dépasse les facultés de la pauvreté proverbiale des poètes, et, […] persuadé que le cœur de l’Impératrice est ouvert à la pitié pour toutes les tribulations, les spirituelles comme les matérielles, j’ai conçu le projet, après une indécision et une timidité de dix jours, de solliciter la toute gracieuse bonté de Votre majesté et de la prier d’intervenir pour moi auprès de M. le Ministre de la Justice. »

Lettre de Charles Baudelaire à l'impératrice Eugénie
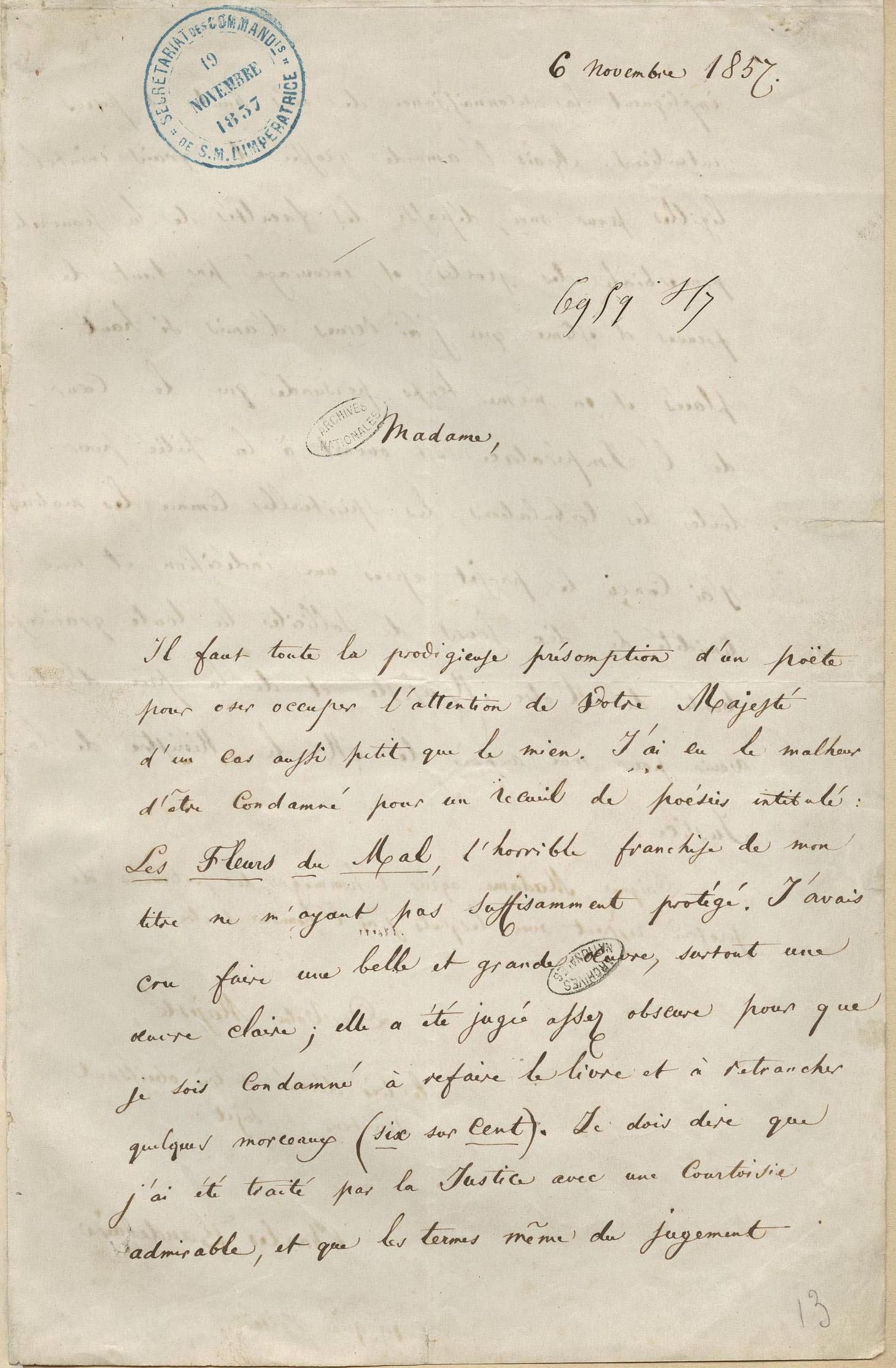
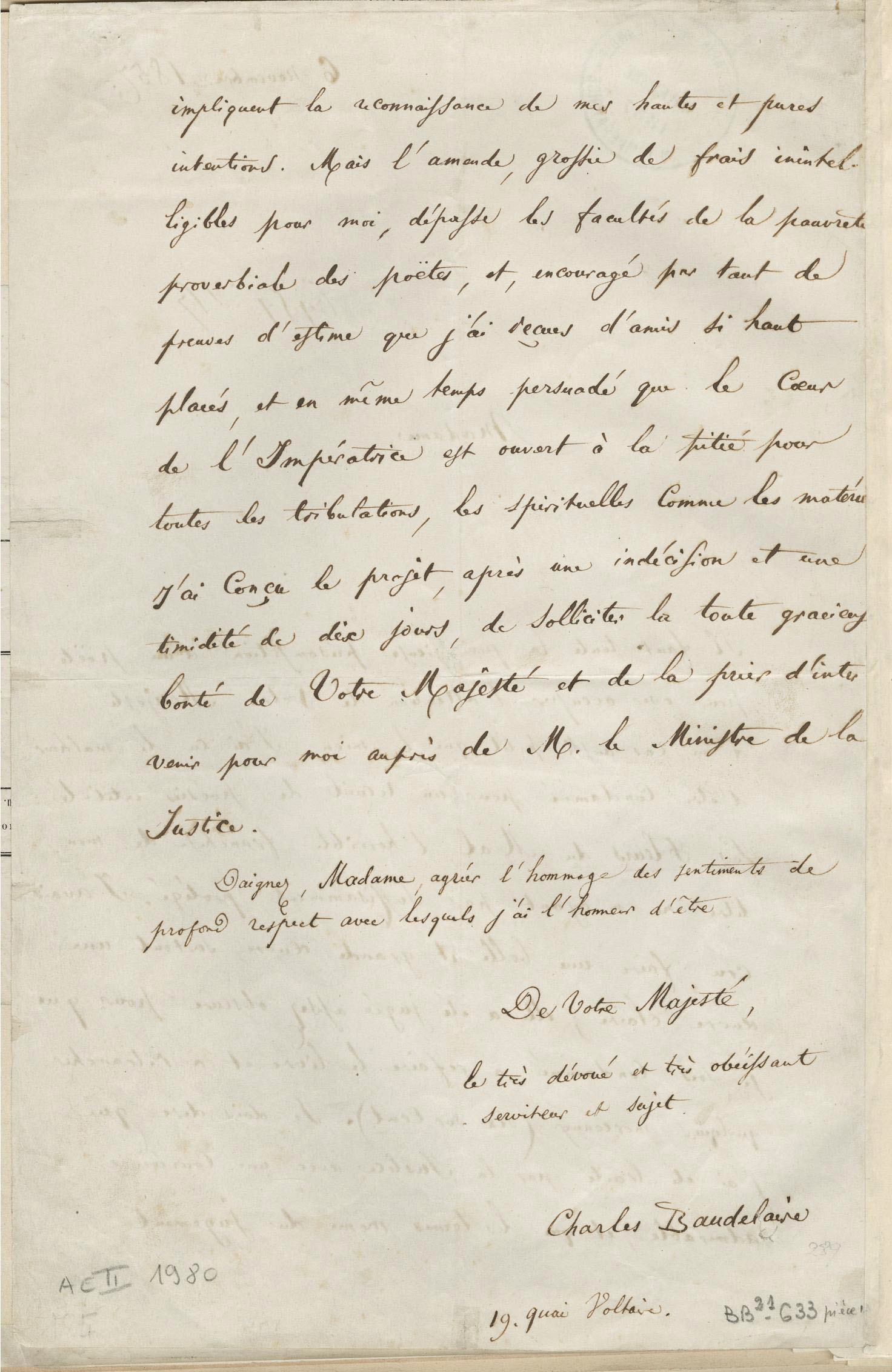

Sa supplique sera entendue puisque, sur ordre du garde des Sceaux, son amende sera réduite à 50 francs.

### Éditions suivantes (1861 - 1866 - 1868)

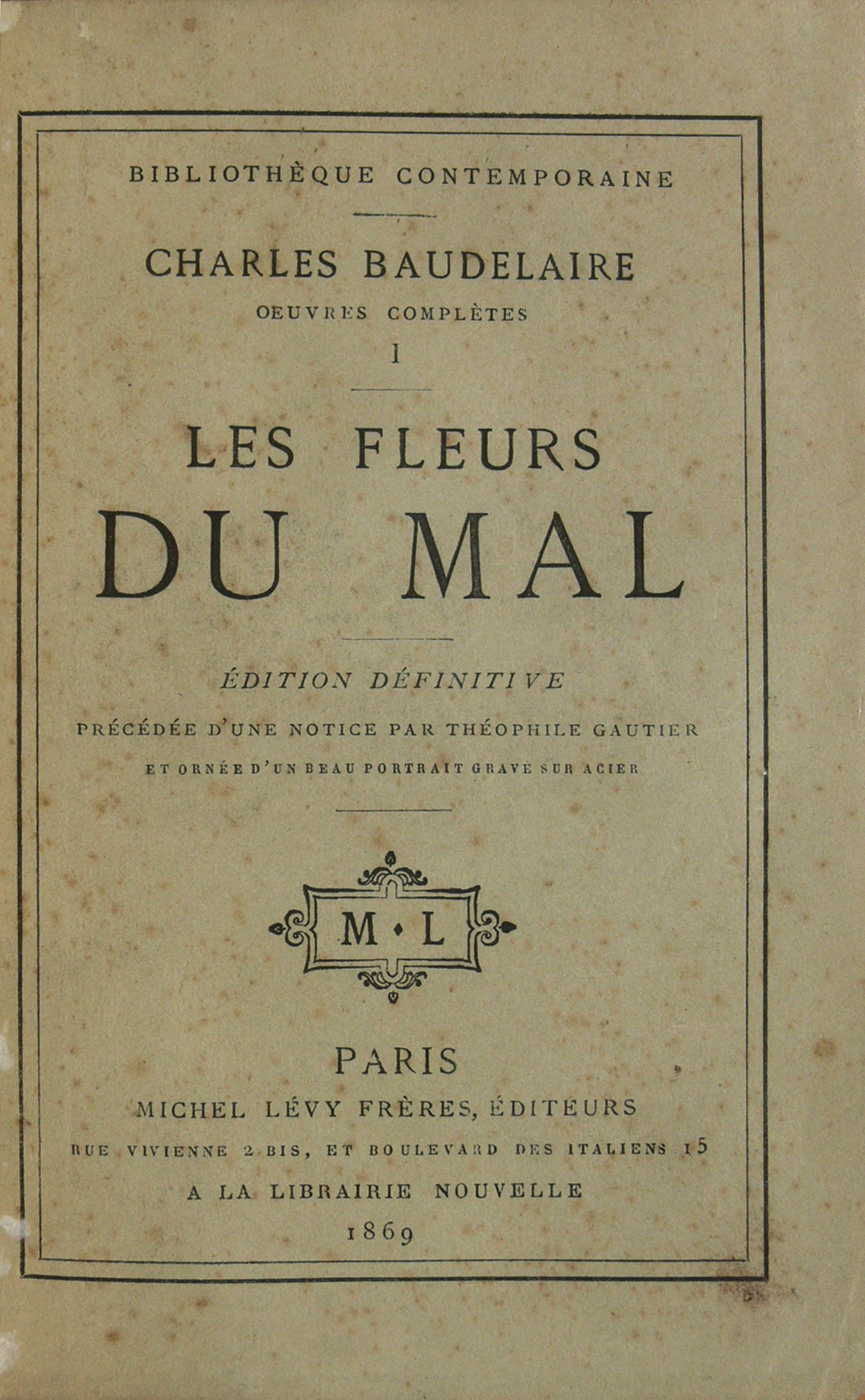
Couverture d'une édition des Œuvres complètes de Charles Baudelaire (1869).

Le 24 mai 1861, Baudelaire cède à son éditeur Auguste Poulet-Malassis et au beau-frère de ce dernier, Eugène de Broise, le droit de reproduction exclusif de ses œuvres littéraires parues ou à paraître, ainsi que de ses traductions d’Edgar Allan Poe. L’édition de 1861, tirée à 1 500 exemplaires, supprime les 6 pièces interdites mais en ajoute 32, soit un total de 126 poèmes (plus la préface Au Lecteur, présente dans toutes les éditions mais non numérotée). Une nouvelle section - la deuxième de six - apparaît sous le titre Tableaux parisiens.
Réfugié en Belgique après une condamnation à trois mois de prison pour dettes le 22 avril 1863, Auguste Poulet-Malassis y publie en février 1866, sous le titre Les Épaves, 23 poèmes de Baudelaire, dont les 6 pièces censurées. Pour cette raison, il sera condamné le 6 mai 1866 par le tribunal correctionnel de Lille.
L’édition posthume de décembre 1868 comprend un total de 151 poèmes. Elle ne reprend pas les poèmes condamnés par la censure déjà publiés en 1866 sous le titre Les Épaves. C'est la mère de Baudelaire, Mme Aupick, d'accord avec Michel Lévy qui avait acheté les œuvres complètes du poète, qui chargea Théodore de Banville et Charles Asselineau d'établir l'édition définitive.

### Réhabilitation (1929 - 1946 à 1949)
Une première demande en révision du jugement de 1857, introduite en 1929 par Louis Barthou, alors ministre de la Justice, ne peut aboutir faute de procédure adaptée.
C'est par la loi du 25 septembre 1946 qu'est créée une procédure de révision des condamnations pour outrage aux bonnes mœurs commis par la voie du livre, que le Garde des Sceaux peut entamer sur demande de la Société des gens de lettres. Celle-ci décide aussitôt, à l'unanimité moins une voix, de solliciter une révision pour Les Fleurs du mal, accordée le 31 mai 1949 par la Chambre criminelle de la Cour de cassation,,.
Dans ses attendus, la cour énonce que : « les poèmes faisant l’objet de la prévention ne renferment aucun terme obscène ou même grossier et ne dépassent pas, en leur forme expressive, les libertés permises à l’artiste ; que si certaines peintures ont pu, par leur originalité, alarmer quelques esprits à l’époque de la première publication des Fleurs du Mal et apparaître aux premiers juges comme offensant les bonnes mœurs, une telle appréciation ne s’attachant qu’à l’interprétation réaliste de ces poèmes et négligeant leur sens symbolique, s’est révélée de caractère arbitraire ; qu’elle n’a été ratifiée ni par l’opinion publique, ni par le jugement des lettrés ».

## Œuvre

### Titre
Dès 1845, un recueil de quelque 26 poèmes est annoncé sous l'intitulé Les Lesbiennes.
À partir de 1848, Baudelaire y substitue le titre Les Limbes. Mais il doit l'abandonner à regret (il en appréciait les résonances théologiques), un recueil du même nom, poésies intimes de Georges Durand, étant déjà paru en mai 1852.
Ce n'est qu'en 1855 que Baudelaire choisit Fleurs du mal pour intituler 18 poèmes parus, le 1er juin, dans la Revue des deux Mondes. Dès lors, ce titre s'impose définitivement.
À l'âge de 18 ans, Baudelaire avait envoyé à sa mère une lettre contenant un « bouquet de fleurs singulières » : des poèmes.
Dans l'un de ses projets de préface, Baudelaire précise, non sans ingénuité feinte ni malicieuse provocation : « Il m'a paru plaisant, et d'autant plus agréable que la tâche était plus difficile, d'extraire la beauté du Mal. Ce livre, essentiellement inutile et absolument innocent, n'a pas été fait dans un autre but que de me divertir et d'exercer mon goût passionné de l'obstacle ».
Le titre laisse entendre que les voies du Beau et du Bien ne convergent pas nécessairement (« Viens-tu du ciel profond ou sors-tu de l'abîme / Ô Beauté ? » - Hymne à la beauté) et que l'artiste peut revendiquer toute liberté d'investigation créatrice.
Par ailleurs, Baudelaire stylise le titre par la majuscule à Mal pour en relever la valeur théologique, une référence directe au péché originel. Allusion plus ou moins consciente à l'arbre du jardin d'Éden, il révèle l'ancrage de l'inspiration baudelairienne dans l'éthique chrétienne. Plus largement, le titre relève d'un oxymore fondé sur l'opposition mais aussi le lien étroit entre le Mal et la recherche du Beau idéal à travers le travail poétique. En quatre termes monosyllabiques, cette figure de style illustre la posture simultanée entre le Bien et le Mal. En résumant la condition humaine, elle atteint d'emblée une dimension universelle.
Cette alliance de termes contraires irrigue le recueil d'une sève continue. L'intitulé de certaines pièces en témoignage :
- La Muse malade ;
- La Muse vénale ;
- Le Mort joyeux ;
- Horreur sympathique ;
- La Prière d'un Païen.

Spleen I - Pluviôse, irrité contre la ville entière contient l'oxymore « sales parfums », en écho au titre du recueil.

### Structure (Éditions de 1857 et 1861)
Le poète divise son recueil en six parties, :
- Spleen et Idéal ;
- Tableaux parisiens (section initialement absente) ;
- Le Vin ;
- Fleurs du Mal ;
- Révolte ;
- La Mort.

Un poème liminaire, Au Lecteur, sert de prologue. Il est exclu de la numérotation des poèmes.
Cette construction reflète le désir d'ascèse de Baudelaire, dans une quête d'absolu. Spleen et idéal dresse un constat sans concession du monde réel : c'est une source d'affliction et de blessures (le spleen), qui suscite chez Baudelaire un repli sur soi mais aussi le désir de reconstruire mentalement un univers qui lui semble viable. Les trois sections suivantes constituent autant de tentatives d'atteindre cet idéal. Le poète se noie dans la foule anonyme du Paris populaire et grouillant où il a toujours vécu (Tableaux parisiens), s'aventure dans des paradis artificiels résumés par Le Vin et sollicite des plaisirs charnels qui s'avèrent source d'un enchantement suivi de remords (Fleurs du Mal). Ce triple échec entraîne le rejet d'une existence décidément vaine (Révolte), qui se solde par La Mort.
Dans une lettre adressée en 1861 à Alfred de Vigny, Baudelaire précise : « le seul éloge que je sollicite pour ce livre est qu'on reconnaisse qu'il n'est pas un pur album et qu'il a un commencement et une fin ».

#### Spleen et Idéal(85 poèmes)
Spleen et Idéal ouvre les Fleurs du mal. Cette première section dresse un bilan : voué de toute éternité à la faute, au mal et à une souffrance rédemptrice (Bénédiction), le monde réel inspire à Baudelaire un dégoût et un ennui qui vont jusqu'à lui faire envier « le sort des plus vils animaux » (De Profundis clamavi) et causent chez lui une tristesse profonde qu'il nomme le « spleen ». Ce mot signifie « rate » en anglais : selon l'ancienne médecine, la mélancolie provenait d'un dysfonctionnement de la rate. Pour Baudelaire, dandy anglophone, ce terme est synonyme de profond désespoir. Quatre poèmes intitulés Spleen illustrent cet état dépressif.
En parallèle, la fuite du temps (« Et le Temps m'engloutit minute par minute » - Le Goût du Néant) et la certitude de la mort (« La tombe attend ; elle est avide » - Chant d'automne) résonnent comme un obsessionnel leitmotiv.
Nées d'une volonté de transcendance (Élévation), les tentatives de dépasser cet accablement s'avèrent presque toujours décevantes. Pour la plupart, elles ne mènent guère qu'à un endormissement passager (Le Léthé). La sérénité ne semble accessible qu'en faisant revivre un passé révolu (Parfum exotique). Seule une synesthésie - fusion totale des sens, où l'odorat (grâce aux odeurs corporelles — notamment celle de la chevelure, au parfum, à l'encens…), la vue (à travers les reflets dans les yeux, les miroirs, l'eau…) et l'ouïe (par la musique, la voix, le miaulement d'un chat, le murmure de l'eau…) jouent un rôle capital — permet d'atteindre l'idéal (Correspondances).
- Bénédiction ;
- L'Albatros ;
- Élévation ;
- Correspondances ;
- J'aime le souvenir de ces époques nues ;
- Les Phares ;
- La Muse malade ;
- La Muse vénale ;
- Le Mauvais Moine ;
- L'Ennemi ;
- Le Guignon ;
- La Vie antérieure ;
- Bohémiens en voyage ;
- L'Homme et la Mer ;
- Don Juan aux enfers ;
- Châtiment de l'orgueil ;
- La Beauté ;
- L'Idéal ;
- La Géante ;
- Les Bijoux - pièce condamnée ;
- Parfum exotique ;
- Je t'adore à l'égal de la voûte nocturne ;
- Tu mettrais l'univers entier dans ta ruelle ;
- Sed non satiata[30] ;
- Avec ses vêtements ondoyants et nacrés ;
- Le Serpent qui danse ;
- Une charogne ;
- De Profundis clamavi[31] ;
- Le Vampire ;
- Le Léthé - pièce condamnée ;
- Une nuit que j'étais près d'une affreuse Juive[32] ;
- Remords posthume ;
- Le Chat (Viens, mon beau chat, sur mon cour amoureux) ;
- Le Balcon ;
- Je te donne ces vers afin que si mon nom ;
- Tout entière ;
- Que diras-tu ce soir, pauvre âme solitaire ;
- Le Flambeau vivant ;
- À Celle qui est trop gaie - pièce condamnée ;
- Réversibilité ;
- Confession ;
- L'Aube spirituelle ;
- Harmonie du soir[33] ;
- Le Flacon ;
- Le Poison ;
- Ciel brouillé ;
- Le Chat (Dans ma cervelle se promène) ;
- Le Beau Navire ;
- L'Invitation au voyage ;
- L'Irréparable ;
- Causerie ;
- L'Héautontimorouménos ;
- Franciscæ meæ laudes[34] ;
- À une dame créole[35] ;
- Mœsta et errabunda[36] ;
- Les Chats ;
- Les Hiboux ;
- La Cloche fêlée ;
- Spleen :
  - I - Pluviôse, irrité contre la ville entière,
  - II - J'ai plus de souvenirs que si j'avais mille ans,
  - III - Je suis comme le roi d'un pays pluvieux,
  - IV - Quand le ciel bas et lourd pèse comme un couvercle ;
- Brumes et pluies ;
- L’Irrémédiable ;
- À une Mendiante rousse ;
- Le Jeu ;
- Le Crépuscule du soir ;
- Le Crépuscule du matin ;
- La servante au grand cœur dont vous étiez jalouse ;
- Je n'ai pas oublié, voisine de la ville ;
- Le Tonneau de la haine ;
- Le Revenant ;
- Le Mort joyeux ;
- Sépulture ;
- Tristesses de la lune ;
- La Musique ;
- La Pipe ;
- Le Masque ;
- Hymne à la beauté ;
- La Chevelure ;
- Duellum[37] ;
- Le Possédé ;
- Un Fantôme :
  - I - Les ténèbres,
  - II - Le Parfum,
  - III - Le Cadre,
  - IV - Le Portrait ;
- Semper eadem[38] ;
- Chant d'automne ;
- À une Madone ;
- Chanson d'après-midi ;
- Sisina ;
- Sonnet d'automne ;
- Une Gravure fantastique ;
- Obsession ;
- Le Goût du Néant ;
- Alchimie de la douleur ;
- Horreur sympathique ;
- L'Horloge.

#### Tableaux parisiens(16 poèmes)
Absente de la version d'origine, cette section n'apparaît que dans l'édition de 1861. Elle constitue une tentative de réponse à l'accablement qui surgit « à l'heure où le soleil tombant / Ensanglante le ciel de blessures vermeilles ». Baudelaire se réfugie dans la vie quotidienne de l' « énorme Paris » dont il explore « les plis sinueux des vieilles capitales. […] Traversant […] le fourmillant tableau » (Les Petites Vieilles) en peintre attentif au détail, il brosse dix scènes saisies sur le vif.
La « fourmillante cité […] pleine de rêves » (Les Sept Vieillards) où Baudelaire a toujours vécu, les ambitieux travaux d'Eugène Haussmann en ont détruit la moitié (sa maison natale est rasée quand est percé le boulevard Saint-Germain) et l'ont transformée en un chantier permanent (« Le vieux Paris n'est plus (la forme d'une ville / Change plus vite, hélas ! que le cœur d'un mortel) » - Le Cygne). Mais malgré le hurlement de « la rue assourdissante » (À une Passante) et le « fracas roulant des omnibus » (Les Petites Vieilles), Baudelaire y contemple, des « quais froids de la Seine » (Danse macabre) ou « les deux mains au menton, du haut de (sa) mansarde, […] les fleuves de charbon monter au firmament » parmi « les tuyaux, les clochers, ces mâts de la cité », jusqu'aux « grands ciels qui font rêver d'éternité » (Paysage).
- Paysage ;
- Le Soleil ;
- À une mendiante rousse ;
- Le Cygne ;
- Les Sept Vieillards ;
- Les Petites Vieilles ;
- Les Aveugles ;
- À une Passante ;
- Le Squelette laboureur ;
- Le Crépuscule du soir ;
- Le Jeu ;
- Danse macabre ;
- L'Amour du mensonge ;
- Brumes et Pluies ;
- Rêve parisien ;
- Le Crépuscule du matin.

Tout le recueil porte l'empreinte parisienne. Certains poèmes d'autres sections évoquent explicitement la Capitale, tels Confession, Le vin des chiffonniers ou Le Crépuscule du matin et sa belle allégorie finale du « sombre Paris » tout juste levé qui, « en se frottant les yeux, / Empoignait ses outils, vieillard laborieux ».

#### Le Vin(5 poèmes)
Ce court chapitre résulte d'une autre tentative de fuir, à travers des paradis artificiels, « un vieux faubourg, labyrinthe fangeux / Où l'humanité grouille en ferments orageux » (Le Vin des chiffonniers). Il ne comporte que cinq poèmes, tous dédiés au vin, ce « grain précieux jeté par l'éternel Semeur, / Pour que de notre amour naisse la poésie / Qui jaillira vers Dieu comme une rare fleur ! » (L’Âme du vin). « Le vin roule de l'or, éblouissant Pactole » (Le Vin des chiffonniers)…
- L’Âme du vin ;
- Le Vin des chiffonniers ;
- Le Vin de l’assassin ;
- Le Vin du solitaire ;
- Le Vin des amants.

Le vin « informe et mystique » coule dans d'autres sections (Le Poison ; La Fontaine de sang ; La Prière d'un Païen).

#### Fleurs du Mal(12 poèmes)

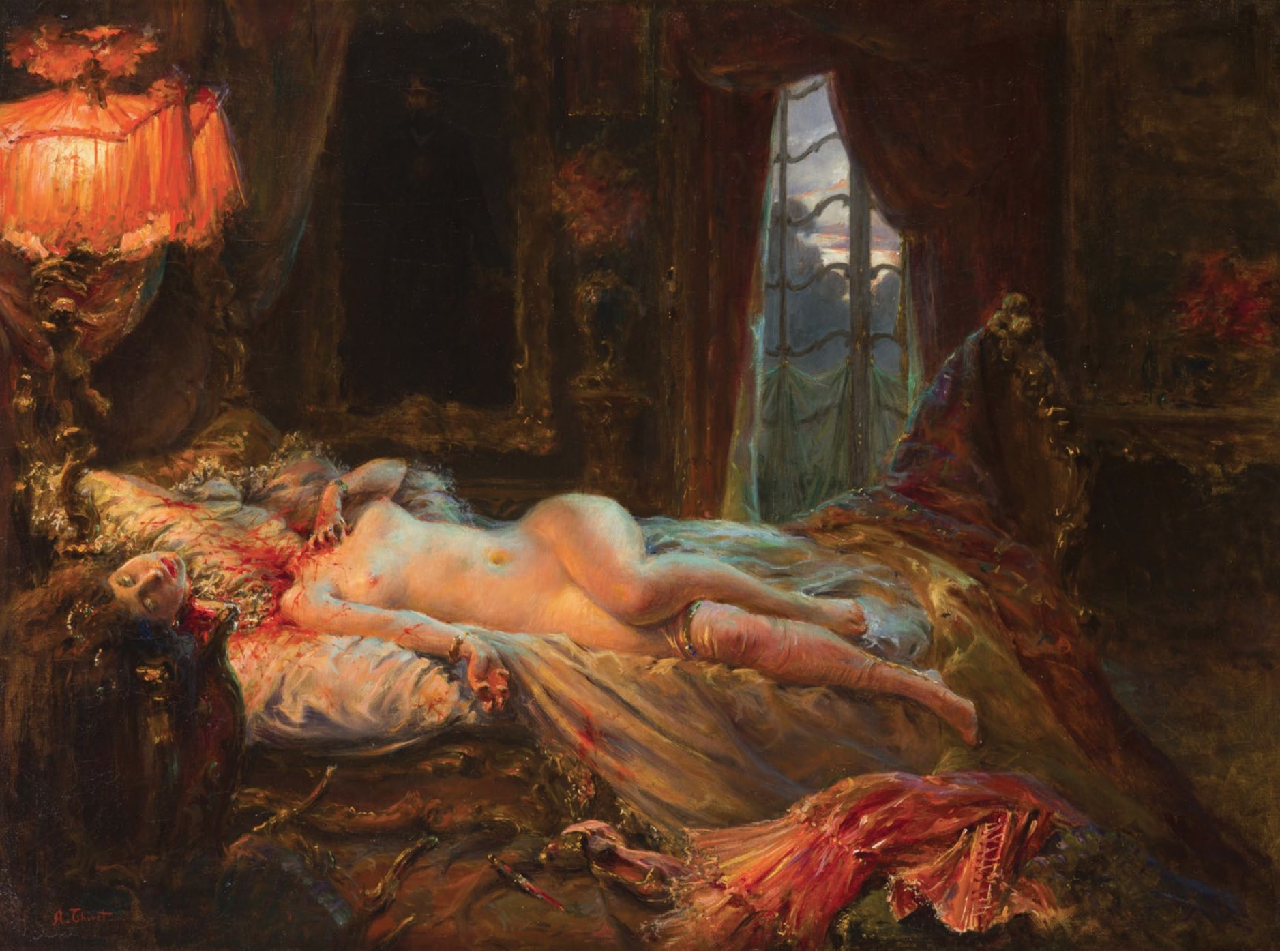
Antoine Auguste Thivet, Une Martyre.

Cette partie donne son nom au recueil. Elle est pourtant bien plus brève que Spleen et idéal. Baudelaire tente une nouvelle fois de s'évader « des plaines de l'Ennui, profondes et désertes » (La Destruction). Évoquant la grandeur et la misère humaines incarnées par la Femme (« Faites votre destin, âmes désordonnées, / Et fuyez l'infini que vous portez en vous ! » - Femmes damnées - Delphine et Hippolyte), il cherche à débusquer la beauté jusque dans la laideur physique (Les Métamorphoses du Vampire) ou morale (Les deux bonnes sœurs).
- La Destruction ;
- Une Martyre ;
- Lesbos - pièce condamnée ;
- Femmes damnées - Delphine et Hippolyte - pièce condamnée ;
- Femmes damnées (Comme un bétail pensif sur le sable couchées) ;
- Les Deux Bonnes Sœurs ;
- La Fontaine de sang ;
- Allégorie ;
- La Béatrice ;
- Les Métamorphoses du Vampire - pièce condamnée ;
- Un Voyage à Cythère ;
- L'Amour et le crâne.

#### Révolte(3 poèmes)
Bien que purement poétique, la révolte contre la Divinité, virulente au point de vouloir lui substituer Satan, fut violemment attaquée lors du procès. Napoléon III avait fait de l'Église catholique romaine un allié politique (l'impératrice Eugénie était une catholique fervente et influente). La justice du Second Empire perçut une attaque de la religion dans ce désir, pris à la lettre, de jeter Dieu à terre et de le remplacer au Ciel, tel qu'exprimé dans Abel et Caïn :

« Race de Caïn, au ciel monte,
Et sur la terre jette Dieu ! »

L'accusation d'offense à la morale religieuse ne fut toutefois finalement pas retenue contre Baudelaire.
Cette brève section - la plus courte du recueil - ne comporte que 3 pièces :
- Le Reniement de Saint-Pierre ;
- Abel et Caïn ;
- Les Litanies de Satan.

#### La Mort(6 poèmes)
Conclusion somme toute logique, le recueil se clôt par « la Mort qui console, hélas ! et qui fait vivre, […] portique ouvert sur les Cieux inconnus » (La Mort des pauvres).
Selon un procédé analogue à la section précédente Le Vin, un nombre restreint de pièces (ici six) évoquent la façon dont des êtres humains, de condition sociale ou de tempérament différents, appréhendent le passage dans l'au-delà. Un poignant et dernier poème, dédié à Maxime Du Camp, s'intitule Le Voyage. Écrit en 1859 à Honfleur, chez la mère du poète, c'est le plus long du recueil : 36 quatrains se répartissent sur 8 strophes dont - audace absolue - 3 ne sont composées que d'hémistiches successifs. Souvenir transfiguré de l'embarquement pour les Indes de 1841, ses images symbolistes annoncent Le Bateau ivre d'Arthur Rimbaud :

« Pour l’enfant, amoureux de cartes et d’estampes,
L’univers est égal à son vaste appétit.
Ah ! que le monde est grand à la clarté des lampes !
Aux yeux du souvenir que le monde est petit ! »

- La Mort des amants ;
- La Mort des pauvres ;
- La Mort des artistes ;
- La Fin de la journée ;
- Le Rêve d'un curieux ;
- Le Voyage[39].

### Ajouts ultérieurs

#### Les Épaves(16 poèmes supplémentaires)
Cette édition, parue en Belgique en février 1866, comprend 23 poèmes. Elle publie les 6 poèmes condamnés ainsi que Mœsta et errabunda, de la section Spleen et Idéal. Elle comporte 16 pièces nouvelles :
- Le Coucher du soleil romantique ;
- Le Jet d'eau ;
- Les Yeux de Berthe ;
- Hymne ;
- Les Promesses d'un Visage ;
- Le Monstre ou le Paranymphe d'une Nymphe macabre[40] ;
- Vers pour le Portrait de M. Honoré Daumier ;
- Lola de Valence ;
- Sur « Le Tasse en prison » d'Eugène Delacroix[41] ;
- La Voix ;
- L'Imprévu ;
- La Rançon ;
- À une Malabaraise ;
- Sur les débuts d'Amina Boschetti ;
- À propos d'un importun ;
- Un Cabaret folâtre.

#### Édition de 1868 (12 poèmes supplémentaires)
L'édition posthume de 1868 ne reprend pas les poèmes censurés. Elle apporte une douzaine de pièces inédites (on peut en exclure 2 autres, d'un intérêt plus que mineur : À Théodore de Banville et Le Calumet de paix).
L'admirable Recueillement (« Sois sage, ô ma Douleur, et tiens-toi plus tranquille ») clôt l'œuvre en la résumant :
- rejet du monde réel soumis au mal ;
- endormissement passager de la souffrance ;
- puissance insoupçonnée de l'imagination et de la réminiscence ;
- attente interrogative des révélations de l'au-delà.

Ces 12 poèmes s'intitulent :
- Le Gouffre ;
- Le Couvercle ;
- L'Examen de minuit ;
- L'Avertisseur ;
- Le Rebelle ;
- Les Plaintes d'un Icare ;
- La Prière d'un Païen ;
- Bien loin d'ici ;
- Madrigal triste ;
- La Lune offensée ;
- Recueillement ;
- Épigraphe pour un livre condamné.

### Thèmes récurrents

#### Lespleen
Le dégoût du monde réel, soumis au péché, et la tristesse (le spleen) qu'il inspire (« Loin ! Loin ! Ici la boue est faite de nos pleurs ! » - Mœsta et errabunda) expliquent toute l'œuvre de Baudelaire.
Bon nombre de poèmes sont construits sur le même schéma : un mouvement ascensionnel suivi d'une chute brutale.
L'abattement prend souvent le visage de l'ennui, dénoncé dès le prologue comme le « plus laid, plus méchant, plus immonde » de nos vices.
Baudelaire se débat, impuissant, « au milieu / Des plaines de l'Ennui, profondes et désertes » (La Destruction). « L'ennui, fruit de la morne incuriosité / Prend les proportions de l'immortalité » (Spleen II). Il poursuit les humains sous toutes les latitudes (« Nous nous sommes souvent ennuyés, comme ici » - Le Voyage).
La création baudelairienne constitue une tentative - souvent désespérée - de répondre à cet accablement en édifiant un univers idéal.

#### Le masochisme
Baudelaire manifeste une complaisance masochiste dans la douleur (« Cieux déchirés comme des grèves, / En vous se mire mon orgueil […] / Et vos lueurs sont le reflet / De l'Enfer où mon cœur se plaît » -  Horreur sympathique).
Il avoue même son sadomasochisme (« Et d'autres, dont la gorge aime les scapulaires, / Qui, recelant un fouet sous leurs longs vêtements, / Mêlent, dans le bois sombre et les nuits solitaires, / L'écume du plaisir aux larmes des tourments » - Femmes damnées - Comme un bétail pensif sur le sable couchées).
Chez lui, plaisir et souffrance semblent la plupart du temps indissociablement liés (« Plus allait se vidant le fatal sablier, / Plus ma torture était âpre et délicieuse » - Le Rêve d'un curieux).
Dès le début du recueil, la douleur est saluée comme « noblesse unique » (Bénédiction). L'une des dernières pièces affirme : « Que la douleur, ô Père, soit bénie ! » (L'Imprévu). Cette acceptation de la souffrance procède du besoin, foncièrement chrétien, de racheter une faute.

#### Le sang
Le sang semble obséder Baudelaire. Pas moins de vingt-huit pièces en portent la trace.
Régulièrement, le poète voit le liquide vital s'écouler de son propre corps (L'Héautontimorouménos ; Le Mort joyeux ; La Fontaine de sang ; Le Squelette laboureur ; L'Amour et le crâne).
Il contemple aussi - parfois non sans sadisme - autrui perdre son sang (La Muse malade ; Duellum ; À une Madone ; Une Martyre ; Un Voyage à Cythère ; Le Reniement de Saint-Pierre).
L'image cauchemardesque du lac de sang revient à deux reprises (« Delacroix, lac de sang hanté des mauvais anges » - Les Phares ; « [ma] voix affaiblie / Semble le râle épais d'un blessé qu'on oublie / Au bord d'un lac de sang, sous un grand tas de morts » - La Cloche fêlée). Du même esprit morbide procèdent « ces bains de sang qui des Romains nous viennent » (Spleen III) et « de grands seaux pleins du sang et des larmes des morts » (Le Tonneau de la haine).
L'effrayant spectre du vampire buveur de sang plane tel un récurrent cauchemar (L'Ennemi ; Tu mettrais l'univers entier dans ta ruelle ; Le Vampire ; Les Métamorphoses du Vampire). Le sadisme s'accompagne de masochisme quand Baudelaire affirme : « Je suis de mon cœur le vampire » (L'Héautontimorouménos).
Le sang, Baudelaire le voit même dans le soleil couchant (« Le soleil s'est noyé dans son sang qui se fige » - Harmonie du soir), « à l'heure où le soleil tombant / Ensanglante le ciel de blessures vermeilles » (Les Petites Vieilles), et jusque dans la lueur d'un foyer qui inonde « de sang cette peau couleur d'ambre » (Les Bijoux) ou d'une lampe allumée à contre-jour, tel un « œil sanglant qui palpite et qui bouge » (Le Crépuscule du matin).
Le sang traduit :
- le vice (« maint pauvre homme […] soûl de son sang » - Le Jeu) ;
- la culpabilité (« Je sens fondre sur moi / […] de noirs bataillons de fantômes épars, / Qui veulent me conduire en des routes mouvantes / Qu'un horizon sanglant ferme de toutes parts » - Femmes damnées - Delphine et Hippolyte) ;
- la douleur (« Rien ne rafraîchira la soif de l'Euménide / Qui, la torche à la main, le brûle jusqu'au sang » - Femmes damnées - Delphine et Hippolyte).

Le sang répandu résume la cruauté humaine (« La fête qu'assaisonne et parfume le sang » - Le Voyage), voire divine (« […] malgré le sang que leur volupté coûte, / Les cieux ne s'en sont point encore rassasiés ! » - Le Reniement de Saint-Pierre).
De façon novatrice, au sang peuvent s'associer plusieurs sens physiques différents de la vue :
- l'odorat (« Je croyais respirer le parfum de ton sang » - Le Balcon) ;
- l'ouïe (« Comme un sanglot coupé par un sang écumeux / Le chant du coq au loin déchirait l'air brumeux » - Le Crépuscule du matin) ;
- le toucher (« Je t'aime quand ton grand œil verse / Une eau chaude comme le sang » - Madrigal triste).

#### La fuite du temps
L'inexorable fuite du temps - « injurieux vieillard » (Le Portrait), « joueur avide » (L’Horloge), « ennemi vigilant et funeste » et « rétiaire infâme » (Le Voyage) - obsède Baudelaire. Des poèmes tels L'Ennemi, Chant d'automne, Le Goût du Néant ou L'Examen de minuit martèlent la marche du temps, à laquelle nul n'échappe : « mon gosier de métal parle toutes les langues » (L’Horloge). « Les rides et la peur de vieillir » tourmentent l'humanité (Réversibilité). On retrouve dans ses poèmes le thème de Memento Mori.

##### Les saisons
Quelque vingt-cinq poèmes développent le thème traditionnel de la ronde des saisons.
Tout à tour « adorable » et « trempé de boue », le printemps verdit quatre fois (À Celle qui est trop gaie ; Brumes et pluies ; Le Goût du Néant ; Paysage).
L'été, « si doux » ou au contraire « blanc et torride », brille à six reprises (La Géante ; Une charogne ; Le Balcon ; Le Vin de l’assassin ; Chant d'automne ; Paysage).
Mais Baudelaire préfère nettement les saisons froides. Période poétique par excellence, l' « arrière-saison » au « rayon jaune et doux » imprime ses teintes automnales à dix poèmes (L'Ennemi ; Parfum exotique ; Causerie ; Brumes et pluies ; La servante au grand cœur dont vous étiez jalouse ; Chant d'automne ; Sonnet d'automne ; Paysage ; L'Amour du mensonge ; Le Monstre ou le Paranymphe d'une Nymphe macabre).
L' « implacable hiver » inspire encore plus Baudelaire. Brume, froid, pluie, neige et givre s'abattent sur seize pièces (Les Phares ; La Muse vénale ; Le Balcon ; Ciel brouillé ; La Cloche fêlée ; Spleen I et II ; Brumes et pluies ; Chant d'automne ; La servante au grand cœur dont vous étiez jalouse ; Paysage ; Les Sept Vieillards ; Le Vin de l’assassin ; Les Métamorphoses du Vampire ; La Mort des pauvres ; À une Malabaraise).
Bien qu'il traite d'un lieu commun, Baudelaire parvient à le marquer de son empreinte. En observateur sensible mais avec une grande économie de moyens, il cerne les traits distinctifs de chaque saison :
- le « printemps adorable » et « son odeur » (Le Goût du Néant) ;
- l'été des longs « soirs au balcon » (Le Balcon) ;
- l'automne au beau « ciel clair et rose » (Causerie), « quand Octobre souffle, émondeur des vieux arbres » (La servante au grand cœur dont vous étiez jalouse) ;
- « les noirs ennuis des neigeuses soirées » (La Muse vénale) suivis d' « une nuit bleue et froide de décembre » (La servante au grand cœur dont vous étiez jalouse) puis des « nuits d'hiver, […] près du feu qui palpite et qui fume » (La Cloche fêlée).

Deux allégories retiennent l'attention. Celle de La Muse vénale, « quand Janvier lâchera ses Borées », procède d'une heureuse trouvaille.
Plus remarquable est, dans Spleen I, l'inoubliable silhouette de Pluviôse, qui « de son urne à grands flots verse un froid ténébreux / Aux pâles habitants du voisin cimetière / Et la mortalité sur les faubourgs brumeux ». Baudelaire ressuscite l'éphémère calendrier républicain, alors aboli depuis quarante ans. Mais il dépasse l'agréable surprise de l'anachronisme. Jouant sur le point commun que constitue l'élément liquide, il prend appui sur les mots-pivot urne, flots et verse pour superposer et fusionner la personnification de Pluviôse et le signe astrologique du Verseau. Les images se renvoient l'une à l'autre, en de multiples et savants jeux de miroirs qui expriment la désolation hivernale.

##### Le soleil couchant
Thème cher aux poètes romantiques, le soleil couchant inspire à Baudelaire sept poèmes empreints d'une vision personnelle. Ce moment décisif au carrefour du jour et de la nuit, quand vient « le soir qui soulage », porte souvent la souffrance à son paroxysme (Le Crépuscule du soir ; Le Coucher du soleil romantique). D'autres fois, la douleur se mêle à l'extase (La Vie antérieure) ou s'apaise (Recueillement). Plus rarement, l'enchantement s'installe (Le Balcon ; Harmonie du soir ; L'Invitation au voyage).

##### La nuit
La nuit n'est pas en reste : elle suscite neuf poèmes. Près d'une moitié n'échappe pas au spleen (Une nuit que j'étais près d'une affreuse Juive ; Confession ; La Cloche fêlée ; L'Examen de minuit). Deux autres procurent un relatif apaisement (La Lune offensée) ou un endormissement temporaire (La Fin de la journée). Seuls trois conduisent à l'idéal (Tristesses de la lune ; Les ténèbres ; Les Yeux de Berthe).

##### La lune
Si l'on exclut les pièces où elle n'est citée que pour son absence (L'Irréparable ; Brumes et pluies), la lune éclaire une douzaine de poèmes, dont deux lui sont exclusivement dédiés (Tristesses de la lune ; La Lune offensée).
Elle rayonne presque toujours d'ondes positives exprimant :
- l'opulence (Confession ; Tristesses de la lune) ;
- la beauté enchanteresse (Paysage ; Le Jet d'eau) ;
- la bienfaisance (La Muse vénale) ;
- la douceur (Chanson d'après-midi) ;
- la compassion (La Lune offensée) ;
- la complicité (Tristesses de la lune).

Principe de vie, elle fuit le monde des morts (Spleen II).
Elle résume la femme idéale (Le Possédé ; Les Métamorphoses du Vampire).
Seul un poème lui prête une intention hostile, à travers des « baisers froids comme la lune » (Le Revenant).

#### Le sommeil
Le sommeil occupe une place centrale. Au moins onze poèmes y font allusion. Mais comme tous les thèmes baudelairiens, il s'avère ambivalent.
Certes, le sommeil procure un bien-être physique (« Les morts, les pauvres morts […] doivent trouver les vivants bien ingrats, / À dormir chaudement, comme ils font, dans leurs draps » - La servante au grand cœur dont vous étiez jalouse). Mais outre la nécessité physiologique, il répond aussi au désir d'oublier la douleur morale née d'un sentiment d'ennui (« Je veux dormir ! dormir plutôt que vivre ! / Dans un sommeil aussi doux que la mort » - Le Léthé), de désespoir (« Résigne-toi, mon cœur ; dors ton sommeil de brute » - Le Goût du Néant), de culpabilité (Le Vin des chiffonniers) ou de honte (La Fin de la journée).
Le sommeil provoque des résultats positifs variés :
- simple endormissement voluptueux (Semper eadem ; La Prière d'un Païen) ;
- vision clairvoyante du réel (Le Jeu) ;
- révélation extatique d'un autre monde (L'Invitation au voyage ; Rêve parisien ; La Mort des pauvres).

Mais saisi par la crainte du vide (voir ci-après), Baudelaire avoue : « J'ai peur du sommeil comme on a peur d'un grand trou » (Le Gouffre). Le cauchemar traverse ou peuple même six poèmes (Les Phares ; La Muse malade ; L’Irremédiable ; Danse macabre ; Le Gouffre ; Madrigal triste).
Enfin, un doute plane sur la nature du sommeil ultime qu'est le repos éternel (Remords posthume ; Le Squelette laboureur).

#### L'abîme
Au moins vingt-huit poèmes développent l'idée du néant ou d'une chute dans le vide.
L'image du gouffre ou de l'abîme revient avec une insistance obsessionnelle. Comme observé précédemment, même le sommeil, censé rendre des forces réparatrices, suscite la crainte de l'anéantissement : « J'ai peur du sommeil comme on a peur d'un grand trou » (Le Gouffre).
Cette vive appréhension a pu naître - ou s'exacerber - lors du naufrage qui écourta le périple de 1841 (voir ci-dessous, La mer). Elle traduit la phobie proprement physique qui minait Baudelaire et semble avoir préludé au mal qui l'emportera (« - Hélas ! tout est abîme, […] / Et mon esprit, toujours du vertige hanté, / Jalouse du néant l'insensibilité » - Le Gouffre).
Le gouffre est cet abîme sans fond où l'on tombe avec une indicible angoisse, sans aucun espoir d'en remonter (De Profundis clamavi ; Je te donne ces vers afin que si mon nom ; L’Irremédiable), « l'escalier de vertige » intérieur (Sur « Le Tasse en prison » d'Eugène Delacroix). Rongé par la douleur de vivre, Baudelaire demande au gouffre de l'engloutir (« Car je cherche le vide, et le noir, et le nu ! » - Obsession ; « Avalanche, veux-tu m'emporter dans ta chute ? » - Le Goût du Néant). Toutefois, le vide accompagne aussi une interrogation (« Ces serments, ces parfums, ces baisers infinis, / Renaîtront-ils d'un gouffre interdit à nos sondes […] ? » - Le Balcon) et suscite un mélange de fascination et de répulsion (« Des Cieux Spirituels l'inaccessible azur / […] S'ouvre et s'enfonce avec l'attirance du gouffre » - L'Aube spirituelle).
De façon négative, le gouffre peut exprimer :
- l'immensité d'une nature hostile (« Le navire glissant sur les gouffres amers » - L'Albatros) ;
- l'avidité du temps qui passe (« Le gouffre a toujours soif ; la clepsydre se vide » - L'Horloge) ;
- l'étendue de l'illusion (« […] au plus noir de l'abîme / Je vois distinctement des mondes singuliers » - La Voix) ;
- la profondeur de l'ennui (« Et plonge tout entière au gouffre de l'Ennui » - Le Possédé) ;
- le lancinant désir de fuir la souffrance dans la volupté (Le Poison) ;
- l'universalité du mal (Le Tonneau de la haine ; Hymne à la beauté ; Duellum; Femmes damnées - Delphine et Hippolyte ; Les Litanies de Satan ; Épigraphe pour un livre condamné) ;
- le mystère insondable d'un au-delà annonciateur de terreurs (Danse macabre ; Les Plaintes d'un Icare) comme investi d'interrogations (Le Crépuscule du soir ; Le Voyage).

Toutefois, de manière positive, le gouffre traduit l'ivresse charnelle (Le Léthé) libre de remords, « où les baisers sont comme les cascades / Qui se jettent sans peur dans les gouffres sans fonds » (Lesbos) et, plus largement, l'idéal auquel conduit une correspondance (La Musique) quand « des Ganges, dans le firmament, / Vers[ai]ent le trésor de leurs urnes / Dans des gouffres de diamant (Rêve parisien).
Rappelons enfin que dans la mythologie grecque, c'est le Chaos - terme désignant une « faille béante » - qui engendre les cinq divinités primordiales créatrices de l'univers.

#### La mort
« Le Temps mange la vie » (L'Ennemi) et conduit inéluctablement à la mort, dont l'heure fatale sonne comme un leitmotiv. Ce memento mori inspire à Baudelaire des pensées noires tournant à l'obsession sépulcrale (« Mon âme est un tombeau » - Le Mauvais Moine). Les termes évoquant la mort reviennent avec une insistance - et même une complaisance - telles que dresser une liste exhaustive des poèmes qui les emploient peut, a priori, paraître aussi fastidieux qu'inutile.
Préoccupation baudelairienne par excellence et cœur de son œuvre, la mort constitue le thème principal d'au moins trente-trois poèmes (Le Mauvais Moine ; Le Guignon ; Don Juan aux enfers ; Une charogne ; Le Vampire ; Remords posthume ; Le Flacon ; La Cloche fêlée ; ''Spleen I à IV ; Brumes et pluies ; La servante au grand cœur dont vous étiez jalouse ; Le Revenant ; Le Mort joyeux ; Sépulture ; Le Portrait ; Une Gravure fantastique ; Alchimie de la douleur ; Le Squelette laboureur ; Danse macabre ; Le Vin de l’assassin ; Une Martyre ; Les Deux Bonnes Sœurs ; Les Métamorphoses du Vampire ; Un Voyage à Cythère ; La Mort des amants ; La Mort des pauvres ; La Mort des artistes ; Le Rêve d'un curieux ; Le Voyage ; Un Cabaret folâtre).
Une pièce sur cinq résonne d'accents explicitement funèbres. L'avant-dernier vers du grave Recueillement, qui clôt le recueil, compare la nuit qui approche à « un long linceul traînant à l'Orient ». Les Fleurs du Mal s'épanouissent entre les murs d'un « cimetière immense et froid » (Une Gravure fantastique).
Dans son refus de fermer les yeux sur la putréfaction charnelle (Une charogne), et par une hallucinante anticipation, Baudelaire va jusqu'à se considérer lui-même comme un vivant squelette (Le Mort joyeux). Mais il s'interroge aussi sur le mystère de l'au-delà (Le Rêve d'un curieux ; Le Voyage).
La mort apparaît sous maints termes génériques :
- la Mort (Le Mauvais Moine ; L'Homme et la Mer ; Le Léthé ; Le Flambeau vivant ; Le Flacon ; Le Poison ; Le Jeu ; Le Portrait ; Semper eadem ; Les Petites Vieilles ; Le Squelette laboureur ; Danse macabre ; Une Martyre ; Les Deux Bonnes Sœurs ; Allégorie ; Les Litanies de Satan ; La Mort des pauvres ; La Mort des artistes ; Le Voyage) ;
- les morts (Don Juan aux enfers ; Remords posthume ; L'Irréparable ; La Cloche fêlée ; Spleen II ; La servante au grand cœur dont vous étiez jalouse ; Le Tonneau de la haine ; Le Mort joyeux ; Hymne à la beauté ; Chanson d'après-midi ; Les Sept Vieillards) ;
- mort (L'Irréparable ; Le Mort joyeux ; Le Vin de l’assassin ; La Mort des amants ; Le Rêve d'un curieux ; À propos d'un importun) ;
- défunt (Le Léthé ; Spleen I ; La Chevelure ; Les Petites Vieilles) ;
- « êtres disparus » (Obsession) ;
- mourir (Les Phares ; Les Bijoux ; Réversibilité ; L'Irréparable ; La Cloche fêlée ; Spleen III ; Le Portrait ; L'Horloge ; Les Sept Vieillards ; Le Vin des chiffonniers ; Lesbos ; Le Rêve d'un curieux) ;
- périr (Le Reniement de Saint-Pierre) ;
- « finir sa destinée » (Le Crépuscule du soir) ;
- « entrer dans la Nuit noire » (Allégorie) ;
- « embarquer pour la Mer des Ténèbres » (Le Voyage) ;
- mortalité (Spleen I) ;
- mortel (La Beauté ; Je te donne ces vers afin que si mon nom ; Le Cygne ; Danse macabre) ;
- funeste - qui concerne ou cause la mort (Le Coucher du soleil romantique) ;
- fatal - qui annonce ou accompagne la mort (Spleen I ; Le Jeu ; Une Martyre ; Le Rêve d'un curieux).

Du périple au royaume des morts, Baudelaire n'omet aucune étape. Lucide jusqu'à la cruauté, sa vision déploie au grand complet tout l'appareil des pompes funèbres. Elle englobe :
- l'agonie :
  - agonie (Le Voyage) ;
  - agonisant (L'Irréparable ; Le Crépuscule du matin ; L'Imprévu ; Madrigal triste) ;
  - moribond (Hymne à la beauté ; Recueillement) ;
  - derniers sacrements (Une charogne) ;
- l' exécution :
  - bûcher (Bénédiction) ;
  - échafaud (Chant d'automne ; Les Litanies de Satan) ;
  - gibet (Un Voyage à Cythère) ;
  - pendu (Un Voyage à Cythère ; Les Litanies de Satan) ;
  - bourreau (L'Héautontimorouménos ; À une Madone ; Le Reniement de Saint-Pierre ; Le Voyage ; L'Examen de minuit ; Recueillement) ;
  - martyr (Le Léthé ; L'Irréparable ; Une Martyre ; Femmes damnées (Comme un bétail pensif sur le sable couchées) ; Le Reniement de Saint-Pierre ; Le Voyage) ;
  - supplice (Le Léthé ; Abel et Caïn) ;
  - supplicié (Le Reniement de Saint-Pierre) ;
  - victime (L'Héautontimorouménos ; Le Tonneau de la haine) ;
  - meurtre (Hymne à la beauté) ;
  - meurtrière (Sisina) ;
  - carnage (Sisina) ;
  - crime (L'Idéal) ;
  - criminel (Le Crépuscule du soir) ;
  - assassin (L'Amour et le crâne) ;
  - tuer (Causerie ; À une Passante ; Le Voyage) ;
  - noyer (La Muse malade ; Harmonie du soir ; Le Voyage ; L'Imprévu ; L'Examen de minuit ; Madrigal triste) ;
- l'instant du décès :
  - râle (La Cloche fêlée ; Le Crépuscule du matin ; Obsession) ;
  - soupir final (Une Martyre) ;
- le corps mort :
  - cadavre (Je t'adore à l'égal de la voûte nocturne ; Le Vampire ; Une nuit que j'étais près d'une affreuse Juive ; Le Flacon ; Spleen III ; Alchimie de la douleur ; Danse macabre ; Une Martyre ; Lesbos) ;
  - cadavéreux (Le Squelette laboureur) ;
- les funérailles :
  - funérailles (Le Mauvais Moine) ;
  - corbillard (Spleen IV ;  Horreur sympathique) ;
  - cercueil (Le Flacon ; Chant d'automne ; Les Petites Vieilles) ;
  - « la boîte où l'on met tous ces corps » (Les Petites Vieilles) ;
  - bière (Les Petites Vieilles ; Les Deux Bonnes Sœurs) ;
  - urne (Spleen I) ;
  - suaire (Les Phares ; Le Flacon ; Alchimie de la douleur ; Un Voyage à Cythère) ;
  - linceul (Brumes et pluies ; Le Vin de l’assassin ; Recueillement) ;
  - enterrer (Sépulture ; Les Petites Vieilles ; Les Deux Bonnes Sœurs) ;
  - glas du bourdon (Spleen I) ;
  - ensevelir (Le Guignon ; Un Voyage à Cythère) ;
  - funèbre - qui concerne les funérailles (Le Guignon ; Le Flacon ; L'Irréparable ; Les Chats ; Brumes et pluies ; L’Irrémédiable ; Le Jeu ; Les ténèbres ; Chant d'automne ; Le Squelette laboureur ; Danse macabre ; La Béatrice ; Rêve parisien ; Le Voyage ; Les Promesses d'un Visage ; L'Examen de minuit) ;
- le cimetière :
  - cimetière (Le Guignon ; Spleen I et II ; Une Gravure fantastique ; Un Cabaret folâtre) ;
  - tombe (Chant d'automne) ;
  - tombeau (Le Mauvais Moine ; L'Ennemi ; Remords posthume ; L'Irréparable ; Spleen III ; Brumes et pluies ; Le Mort joyeux ; Hymne à la beauté ; Le Cygne ; Danse macabre ; Le Vin de l’assassin ; Une Martyre ; Femmes damnées - Delphine et Hippolyte ; Les Deux Bonnes Sœurs ; Un Voyage à Cythère ; La Mort des amants ; Le Coucher du soleil romantique ; Les Plaintes d'un Icare) ;
  - sépulture (Le Guignon ; Sépulture ; Alchimie de la douleur) ;
  - sépulcral (Le Flacon) ;
  - « lit éternel » (La servante au grand cœur dont vous étiez jalouse) ;
  - marbre funéraire (La servante au grand cœur dont vous étiez jalouse) ;
  - « monument construit en marbre noir » (Remords posthume) ;
  - croix (L'Irréparable) ;
  - grille entourant une tombe (La servante au grand cœur dont vous étiez jalouse) ;
  - caveau (Châtiment de l'orgueil ; Remords posthume ; Confession ; Spleen II ; Les ténèbres ; L’Âme du vin ; Le Couvercle) ;
  - fosse (Remords posthume ; Le Mort joyeux ; Le Squelette laboureur) ;
  - fosse commune (Spleen II) ;
  - charnier (Le Squelette laboureur) ;
  - sarcophage (Alchimie de la douleur) ;
  - cyprès - arbre des cimetières dans le monde méditerranéen (Les Deux Bonnes Sœurs ; Un Voyage à Cythère ; Le Voyage) ;
- le corps embaumé :
  - momie (Le Squelette laboureur) ;
  - myrrhe (Danse macabre) ;
- la décomposition :
  - pourriture (Une charogne ; Le Mort joyeux ; Un Voyage à Cythère) ;
  - putréfaction (L'Examen de minuit) ;
  - putride (Une charogne) ;
  - moisir (Une charogne) ;
  - pestilence (Le Flacon) ;
  - charogne (Une charogne ; Le Vampire ; Abel et Caïn) ;
  - carcasse (Une charogne ; Le Mort joyeux ; Danse macabre) ;
  - décomposé (Une charogne) ;
  - ver (Remords posthume ; L'Irréparable ; Spleen II ; La servante au grand cœur dont vous étiez jalouse ; Le Mort joyeux) ;
  - os (Le Mort joyeux) ;
  - clavicules, vertèbres, côtes (Danse macabre) ;
  - ossements (Une charogne ; Le Vin de l’assassin) ;
  - squelette (Une charogne ; Spleen III ; La servante au grand cœur dont vous étiez jalouse ; Une Gravure fantastique ; Le Squelette laboureur ; Danse macabre ; Les Métamorphoses du Vampire ; Un Cabaret folâtre) ;
- le deuil :
  - deuil (Don Juan aux enfers ; Obsession ; Alchimie de la douleur ;  Horreur sympathique ; À une Passante ; La Voix) ;
  - crêpe (Châtiment de l'orgueil ; Le Possédé) ;
- la succession :
  - testament (Le Mort joyeux) ;
  - héritage (Spleen I).

Tourné vers le passé, Baudelaire puise son inspiration dans les mythologies occidentales, grecque :
- les enfers (Don Juan aux enfers) ;
- le Styx (Sed non satiata ; L’Irrémédiable) ;
- le Léthé (Le Léthé ; Spleen III) ;
- Charon (Don Juan aux enfers) ;
- Érèbe (Les Chats)

et romaine :
- Proserpine (Sed non satiata).

Il exploite aussi le thème médiéval de la danse macabre (Danse macabre).
L'au-delà s'agite à travers ses inquiétantes créatures :
- fantôme (Que diras-tu ce soir, pauvre âme solitaire ; L'Aube spirituelle ; Spleen I ; Les Petites Vieilles ; Femmes damnées - Delphine et Hippolyte ; La Voix ; À une Malabaraise) ;
- spectre (Le Flacon ; Les ténèbres ; Les Sept Vieillards ; Le Voyage ; Sur « Le Tasse en prison » d'Eugène Delacroix) ;
- vampire (L'Héautontimorouménos ; Les Métamorphoses du Vampire).

Enfin, le néant clôt cette longue liste et engloutit tout (Le Jeu ; Le Goût du Néant ; Le Squelette laboureur ; Danse macabre ; Femmes damnées - Delphine et Hippolyte ; Le Gouffre).

#### La Femme
L'image de la Femme ponctue tout le recueil. Elle s'y fait tour à tour :
- sœur complice (À Celle qui est trop gaie ; L'Invitation au voyage ; Le Vin des amants ; Femmes damnées - Delphine et Hippolyte ; Les Yeux de Berthe) ;
- figure maternelle et aimante (Le Balcon ; La servante au grand cœur dont vous étiez jalouse ; Je n'ai pas oublié, voisine de la ville) ;
- ombre attendrissante d'une « Ève octogénaire » (Les Petites Vieilles) ;
- compagne sensuelle et envoûtante (Sed non satiata) conduisant à l'extase (La Chevelure) ;
- incarnation de la beauté inaccessible (À une Passante) ;
- allégorie de la sainteté (Le Flambeau vivant ; Franciscæ meæ laudes) ;
- ange tutélaire (Hymne)

mais aussi
- victime de la concupiscence et du mépris masculins (Une Martyre) ;
- dépourvue d'amour-propre et d'intelligence, « esclave vile, orgueilleuse et stupide », l'homme n'étant, quant à lui, qu'un « tyran goulu, paillard, dur et cupide, / Esclave de l'esclave et ruisseau dans l'égout » (Le Voyage) ;
- magicienne redoutable, telle « la Circé tyrannique aux dangereux parfums » (Le Voyage) ;
- créature perverse et cruelle à « la griffe et la dent féroce » (Les Bijoux ; Causerie)

et même, selon la plus ancienne éthique judéo-chrétienne :
- incarnation du démon tentateur (La Destruction) ;
- principe de mort (Les Métamorphoses du Vampire).

Dans deux poèmes évoquant son enfance (La servante au grand cœur dont vous étiez jalouse et Je n'ai pas oublié, voisine de la ville), Baudelaire s'adresse à sa mère, qu'il aime intensément. On peut rêver aux poèmes qu'elle aurait inspirés s'il lui avait survécu…
Les Fleurs du mal comportent quatre cycles dédiés à diverses femmes.
Les trois premiers, appartenant tous à la section Spleen et Idéal, consacrent des maîtresses clairement identifiées :
- la mulâtresse Jeanne Duval[43] ;
- la demi-mondaine Apollonie Sabatier[44], surnommée la Présidente, présentée comme une madone pure et inaccessible ;
- la comédienne Marie Daubrun[45].

Un quatrième et dernier cycle est dédié à d'autres femmes, réelles ou imaginaires.
Baudelaire évoque trois femmes des tropiques venues en France, où elles provoquent l'admiration mais regrettent amèrement leur climat natal (voir ci-dessous, L'exotisme).

#### Les animaux
Deux animaux fascinent Baudelaire : le chat et le serpent.

##### Le chat
Baudelaire exploite un thème inédit dans la poésie française : le chat.
Trois poèmes lui sont intégralement consacrés :
- Le Chat (Viens, mon beau chat, sur mon cœur amoureux) assimile le félin à la femme. Son corps souple et ses yeux perçants créent une alliance ambiguë de sensualité fascinante (« […] ma main s'enivre du plaisir / De palper ton corps électrique ») et d'inquiétant mystère (« Un air subtil, un dangereux parfum / Nagent autour de son corps brun ») ;
- Le Chat (Dans ma cervelle se promène) ouvre la porte d'une correspondance. Le miaulement et la fourrure de l'animal, perçu comme un être supraterrestre (« Peut-être est-il fée, est-il dieu ? »), conduisent Baudelaire vers l'idéal et l'incitent même à plonger en lui-même avec confiance (d'ordinaire, la contemplation intérieure débouche chez lui sur le dégoût né d'un sentiment de culpabilité) ;
- Les Chats apparaissent comme des créatures ambivalentes, séduisant autant les « amoureux fervents » enclins à la « volupté » que les « savants austères » épris de « science ». D'animaux domestiques « frileux » et « sédentaires », ils deviennent messagers de l'au-delà pour se métamorphoser en « grands sphinx allongés au fond des solitudes » endormis « dans un rêve sans fin », auteurs d'une magie mystique.

Trois autres poèmes font allusion au chat, mais seulement comme élément d'un décor. La Géante évoque « comme aux pieds d'une reine un chat voluptueux ». Dans Confession, « […] le long des maisons, sous les portes cochères, / Des chats passaient furtivement ». Spleen I met en scène l'animal de compagnie, qui prend toutefois ici un relief particulier comme seul être animé, unique référence personnelle au locuteur et même son probable intermédiaire avec l'au-delà (« Mon chat sur le carreau cherchant une litière / Agite sans repos son corps maigre et galeux »).
D'autres félins apparaissent épisodiquement :
- le tigre (Les Bijoux ; Le Léthé) ;
- le chat-pard et l'once (variétés de serval et de panthère - Duellum) ;
- la panthère (Un Voyage à Cythère).

Enfin, la figure du sphinx, être mythique mi-lion mi-homme, apparaît dans trois poèmes : La Beauté (« Je trône dans l'azur comme un sphinx incompris »), Avec ses vêtements ondoyants et nacrés (célébrant la femme « où l'ange inviolé se mêle au sphinx antique ») et Spleen II (quand la matière n'est plus qu' « un vieux sphinx ignoré du monde insoucieux »).

##### Le serpent
Le serpent rampe tout au long du recueil. Il s'insinue dans quinze poèmes.
Dans plus de trois quarts des pièces, conformément à la tradition chrétienne, il fait figure d' « insatiable aspic », d'« insupportable vipère » et prend les multiples visages du Mal :
- le dégoût (Sépulture) ;
- la colère (Bénédiction) ;
- l'effroi (L’Irrémédiable ; Le Revenant) ;
- la lubricité (La Lune offensée) ;
- la souffrance (À une Madone ; Danse macabre ; Une Martyre ; L'Avertisseur) ;
- la méchanceté (À une Madone ; Les Métamorphoses du Vampire ; La Voix ; L'Avertisseur).

Pourtant, non sans originalité, Baudelaire l'investit aussi de qualités. Il n'ignore pas que chez certains peuples, le serpent symbolise la sagesse et le savoir (Grèce antique), l'énergie vitale (hindouisme), la cohésion de l'univers (mythologie nordique), voire la perfection que résume l'ouroboros. Dans quatre poèmes, le reptile traduit :
- la souplesse (Avec ses vêtements ondoyants et nacrés) ;
- l'élégance (Le Serpent qui danse) ;
- la force (Le Beau Navire) ;
- la docilité (« Et des jongleurs savants que le serpent caresse » - Le Voyage).

#### La foi religieuse
Plus de cinquante poèmes (soit un tiers) comportent des éléments religieux. La foi chrétienne marque tout le recueil. Des termes comme « sang chrétien » (La Muse malade) ou « bon chrétien » (Sépulture) traduisent l'enracinement de Baudelaire dans l'éducation spirituelle de son enfance. Probablement n'ignore-t-il pas que son aïeule paternelle morte en 1782 se nommait Marie Charlotte Dieu.
Dieu est cité une bonne quinzaine de fois (J'aime le souvenir de ces époques nues ; Hymne à la beauté ; Les Ténèbres ; L'Horloge ; Les Petites Vieilles ; La Destruction ; L'Âme du vin ; Le Vin des chiffonniers ; Le Vin de l'assassin ; Le Vin du solitaire ; Lesbos ; Le Reniement de Saint-Pierre ; Abel et Caïn ; Le Voyage ; Le Gouffre ; Le Rebelle). À quatre reprises (Bénédiction ; Les Phares ; Un voyage à Cythère ; L'Imprévu), Baudelaire s'adresse à lui.
L'Ancien Testament vit à travers : 
- Ève (Les Petites Vieilles) ;
- le paradis terrestre (Les Litanies de Satan) ;
- l'arbre de Science (Les Litanies de Satan) ;
- le prophète Moïse (L'Héautontimorouménos) ;
- le roi David (Réversibilité) ;
- son fils Salomon (Le Monstre ou le Paranymphe d'une Nymphe macabre) ;
- le Juif errant (Le Voyage) ;
- le rite israélite de l'holocauste (Femmes damnées - Delphine et Hippolyte).

Jésus-Christ apparaît sept fois (Les Phares ; Le Mauvais Moine ; Châtiment de l'orgueil ; Le Reniement de Saint-Pierre ; Le Couvercle ; L'Examen de Minuit ; Le Rebelle).
La Vierge Marie est prise pour cible dans À une Madone et Les Petites Vieilles.
Trois saints (Pierre - Le Reniement de Saint-Pierre, Antoine - Femmes damnées - Delphine et Hippolyte et Lazare - Le Flacon), les Apôtres (Le Voyage) mais aussi Judas (Les Sept Vieillards), qui trahit Jésus et provoqua sa mort, imposent leur présence.
La figure de l'Ange surgit dès le premier poème (Bénédiction), qui énumère trois des neuf chœurs de la hiérarchie céleste : les trônes, les vertus et les dominations. Elle plane régulièrement, bienveillante et tutélaire (Bénédiction ; Avec ses vêtements ondoyants et nacrés ; Je te donne ces vers afin que si mon nom ; Que diras-tu ce soir, pauvre âme solitaire ; Le Flambeau vivant ; Réversibilité ; L'Aube spirituelle ; L'Irrémédiable ; Chanson d'après-midi ; Le Vin des amants ; Les Métamorphoses du Vampire ; Le Reniement de Saint-Pierre ; La Mort des amants ; La Mort des pauvres ; Hymne ; L'Imprévu ; La Rançon ; Le Rebelle) mais parfois perverse ou hostile (Les Bijoux ; Le Flacon ; Le Revenant ; Une Martyre ; Le Voyage).
Le Diable rôde et s'agite constamment (Au Lecteur ; Tout entière ; L'Irréparable ; Le Tonneau de la haine ; Hymne à la beauté ; Les Petites Vieilles ; Le Vin de l'assassin ; La Destruction ; Le Monstre ou le Paranymphe d'une Nymphe macabre ; Épigraphe pour un livre condamné). Baudelaire l'invoque deux fois (Le Possédé ; Les Litanies de Satan).
Dénoncé dès le premier vers du prologue (Au Lecteur), le péché grève lourdement la conscience (Le Voyage ; L'Imprévu).
L'Enfer rougeoie de feux obsédants (Bénédiction ; Le Jeu ; Hymne à la beauté ; Duellum ; Horreur sympathique ; Femmes damnées - Delphine et Hippolyte ; Femmes damnées (Comme un bétail pensif sur le sable couchées) ; Les Deux Bonnes Sœurs ; Allégorie ; Le Voyage ; Madrigal triste).
La foi catholique affirme son empreinte avec, entre autres :
- la religieuse Les Deux Bonnes Sœurs) ;
- les sept péchés capitaux (À une Madone) ;
- le confessionnal (Confession) ;
- le chemin de croix (Bénédiction) ;
- le purgatoire (Allégorie) ;
- le pape (Le Masque) ;
- l'ordre monastique des cénobites (Le Mauvais Moine).

En filigrane, la liturgie de l'Église romaine brille de tous ses fastes :
- messe - bien que noire (L'Imprévu) ;
- génuflexion (Bénédiction) ;
- enfant de chœur (La Muse vénale) ;
- encens (Bénédiction ; Le Parfum ; À une Madone) ;
- encensoir (La Muse vénale ; Harmonie du soir ; Chanson d'après-midi ; Hymne) ;
- ostensoir (Harmonie du soir) ;
- cierge (J'aime le souvenir de ces époques nues ; Le Flambeau vivant) ;
- crucifix (Les Phares) ;
- autel (À une Madone) ;
- Sainte Table (Le Vin de l’assassin) ;
- reposoir (Harmonie du soir) ;
- communier (L'Imprévu) ;
- ciboire (L'Imprévu) ;
- cantique (Femmes damnées - Delphine et Hippolyte) ;
- De profundis (Obsession) ;
- Te Deum (La Muse vénale) ;
- orgue (Mœsta et errabunda ; Obsession) ;
- bourdon (Spleen I).

Les édifices religieux confirment cet ancrage :
- cloître (Le Mauvais Moine) ;
- église (Le Parfum) ;
- cathédrale (Obsession).

D'autres croyances non judéo-chrétiennes apparaissent :
- la « foi mahométane » (Allégorie) ;
- l'hindouisme et ses « idoles à trompe », allusion au dieu Ganesh (Le Voyage) ;
- le paganisme (La Prière d'un Païen), adorateur d'idoles (Chanson d'après-midi ; Hymne) ou d'astres (La Lune offensée) .

Sans évoquer une religion précise, plusieurs termes évoquent la foi :
- religion (Lesbos ; Le Voyage) ;
- religieux (La Cloche fêlée) ;
- dévotion (Chanson d'après-midi ; L'Examen de minuit) ;
- dévote (Femmes damnées (Comme un bétail pensif sur le sable couchées))

ou son absence :
- mécréant (Le Rebelle) ;
- blasphème (De Profundis clamavi ; Lesbos ; Le Reniement de Saint-Pierre ; L'Examen de minuit).

À l'évidence, Baudelaire - fils d'un prêtre défroqué - s'exprime en chrétien qui accepte, voire réclame la souffrance en rémission de ses péchés (Les Phares ; L'Imprévu). Mais si le mystique Harmonie du soir vibre des couleurs suaves d'une image de communion, certaines pièces, d'une rare virulence, traduisent l'irrévérence (Châtiment de l'orgueil), la provocation (À une Madone), le blasphème (Le Reniement de Saint-Pierre ; Abel et Caïn) et même l'apostasie (Les Litanies de Satan). Dans Le Rêve d'un curieux où, « enfant avide du spectacle », il met en scène sa propre mort de façon saisissante, Baudelaire suggère même une « vérité froide » et « sans surprise » : « la toile était levée et j'attendais encore »… Affronté avec un « désir mêlé d'horreur », l'au-delà ne présente rien d'autre que les contours imprécis - et décevants - d'une « terrible aurore ».
Dans l'un de ses projets de préface, Baudelaire se prétend « porté à la dévotion comme une communiante ». Des doutes planent sur cette assertion. Le Voyage résume ses convictions. Si une scrupuleuse conscience lui inspire le dégoût sincère du « spectacle ennuyeux de l'immortel péché », sa sensibilité exacerbée suscite par contre l'incompréhension - pour ne pas dire le rejet - des desseins divins. De plus, sa liberté d'esprit, héritée d'un père né au siècle des Lumières et imprégné de rationalisme, le rend sceptique face aux « religions […], toutes escaladant le ciel », voire critique à l'égard de « la sainteté […] dans les clous et le crin cherchant la volupté ».
Comme indiqué au chapitre suivant, son approche de la transcendance se nourrit de panthéisme et d'animisme, thèses que le christianisme tient pour hérétiques. Imprégnées de références religieuses héritées de l'enfance, Les Fleurs du Mal n'en sont donc pas pour autant l'œuvre d'un chrétien exemplaire, tant s'en faut. Paru trois siècles auparavant, le livre eût été condamné et son auteur aussi.

#### Les correspondances
Tout au long de son œuvre, Baudelaire établit de mystérieuses correspondances, passerelles jetées entre le réel (le monde d'ici-bas, lieu de contingences matérielles) et l'irréel (l'univers spirituel et, bien souvent, l'au-delà). Il résume leur principe dans un sonnet éponyme, placé au début du recueil et devenu célèbre : Correspondances. L'être humain traverse des « forêts de symboles » qu'il peut et doit déchiffrer, dont les « confuses paroles » recèlent « une ténébreuse et profonde unité » et possèdent « l'expansion des choses infinies ». Les correspondances définissent ces moments privilégiés qui permettent de passer d'un monde à l'autre.
Elles agissent :
- soit horizontalement, quand les cinq sens physiques fusionnent dans une synesthésie (« O métamorphose mystique / De tous mes sens fondus en un ! / Son haleine fait la musique, / Comme sa voix fait le parfum ! » - Tout entière) ;
- soit verticalement, entre les sens physiques et un monde parallèle au nôtre - univers platonicien des idées, existences antérieures (le thème du souvenir revient constamment) ou royaume de l'au-delà.

Empreintes de panthéisme et d'animisme, elles traduisent le cheminement moral et spirituel de celui « qui plane sur la vie, et comprend sans effort / Le langage des fleurs et des choses muettes ! » (Élévation). Elles feront date et inspireront de nombreux poètes ultérieurs.
Plusieurs éléments peuvent déclencher une correspondance :
- le reflet dans un miroir, qui ouvre les portes d'un monde imaginaire enchanté ;
- le souvenir, qui ressuscite un âge d'or ;
- la beauté physique, inspiratrice d'un amour platonique ;
- diverses sensations physiologiques (notamment l'olfaction et l'ouïe) qui se combinent et composent un univers idéal.

Cependant, tel un train qu'on manque ou prend dans une mauvaise direction, la correspondance n'opère pas systématiquement. Sa magie, devenue alchimie de la douleur, peut même fonctionner à rebours (« D'autres fois, calme plat, grand miroir / De mon désespoir ! » - La Musique). Dans ce cas, non sans masochisme :
- le reflet dans un miroir suscite la tristesse, voire le dégoût mêlé de remords lorsqu'il s'agit de sa propre image ;
- le souvenir éveille un regret nostalgique ou ravive des blessures souvent anciennes et mal cicatrisées ;
- la beauté physique provoque un désir érotique jamais assouvi, trouble et empreint de culpabilité ;
- les sensations physiologiques deviennent insupportables (les parfums s'affadissent, virent à l'aigre ou au rance et écœurent ; les couleurs se délavent ou aveuglent ; stridents, les sons agressent).

##### Le miroir
Baudelaire use d'un thème récurrent dont il faut souligner l'originalité et la nouveauté : le miroir.
Pas moins de dix-huit poèmes évoquent un jeu de reflet. Il peut s'agir :
- de l'objet mobilier servant à se regarder (Les Phares ; Tu mettrais l'univers entier dans ta ruelle ; L'Invitation au voyage ; L'Héautontimorouménos ; Lesbos ; Rêve parisien ; La Lune offensée) ;
- par métaphore, d'un reflet :
  - sur la peau (Le Serpent qui danse) ;
  - dans les yeux (Bénédiction ; La Vie antérieure ; La Beauté ; Le Poison) ;
  - dans l'eau (L'Homme et la Mer ; Le Cygne ; Le Jet d'eau) ;
- d'une contemplation intérieure (L’Irrémédiable ; La Mort des amants ;  Horreur sympathique).

Provoquant une obsédante dualité, le miroir montre une apparence dont Baudelaire n'est pas dupe. Curieux jusqu'à l'angoisse, il cherche à en percer le mystère et à voir au-delà. Le résultat s'avère mitigé : au moins huit poèmes débouchent sur le spleen quand sept provoquent une correspondance qui conduit à l'idéal.

##### Le parfum
D'une nature sensitive, Baudelaire est particulièrement réceptif aux impressions provenant du monde extérieur. Dans cet univers des sens, autant - voire plus - que les couleurs ou les sons (avec lesquels il peut toutefois se combiner, comme l'exprime le sonnet Correspondances), le parfum joue un rôle capital.
Il émane de sources diverses :
- peau et chevelure humaines ;
- produits de l'industrie humaine :
  - flacon de verre contenant une essence ;
  - papier ranci d'un ancien jeu de cartes ;
- matières animales (fourrure du chat ; musc ; ambre) ;
- élément chimique (iode de l'air marin) ;
- matières végétales :
  - fleurs (dont la rose et le lotus) ;
  - résines (benjoin ; myrrhe ; encens, aussi appelé oliban ; goudron) ;
  - fruits (tamarin ; noix de coco ; raisin produisant du vin) ;
  - plantes (légumes composant une soupe ; tabac) ;
  - terre humide (dégagée par un soir d'orage ou un endroit creux - tombeau, gouffre).

Il imprègne au moins trente-huit poèmes, avec des connotations variées :
- enchantement (Correspondances ; Parfum exotique [mêlé d'exotisme] ; Tout entière [assorti d'une synesthésie] ; Harmonie du soir [assorti d'une synesthésie] ; Le Chat (Dans ma cervelle se promène) ; L'Invitation au voyage [assorti d'une synesthésie] ; Franciscæ meæ laudes ; À une dame créole [mêlé d'exotisme] ; La Pipe ; Un voyage à Cythère [mêlé d'exotisme, dans un poème exprimant le Mal] ; Le Vin des chiffonniers ; La Mort des amants ; Le Voyage [mêlé de répulsion] ; À une Madone [dans un poème exprimant le Mal] ; Hymne) ;
- érotisme (Sed non satiata [mêlé d'exotisme] ; Causerie ; La Chevelure ; Chanson d'après-midi) ;
- nostalgie (Le Guignon ; La Vie antérieure [mêlé d'exotisme] ; Le Léthé ; Le Balcon ; Mœsta et errabunda [mêlé d'exotisme] ; Le Crépuscule du soir ; Le Parfum ; À une Malabaraise [mêlé d'exotisme] ; Bien loin d'ici [mêlé d'exotisme]) ;
- inquiétude (Le Chat (Viens, mon beau chat, sur mon cour amoureux) ; Hymne à la beauté) ;
- tristesse (Spleen II ; Le Goût du Néant ; Le Coucher du soleil romantique ; Le Flacon) ;
- répulsion (Une charogne ; Spleen I ; L’Irrémédiable ; Une Martyre ; Le Voyage [mêlé d'enchantement]).

Parmi les impressions recueillies lors du voyage de 1841 (voir ci-après, La mer), certains parfums (iode ; goudron ; fruits exotiques) ne s'évaporeront jamais des souvenirs baudelairiens.

##### Le son
Baudelaire s'avère très sensible aux sons, qui résonnent dans une soixantaine de poèmes - soit plus du tiers.
Il est mélomane - on sait sa passion pour les opéras de Richard Wagner. La musique symphonique allemande, riche en bois et en cuivres, recueille manifestement ses préférences. Dans Les Phares, « des fanfares étranges / Passent, comme un soupir étouffé de Weber ». Par contre, la musique de piano semble le laisser indifférent, cet instrument n'étant pas cité une seule fois. Des virtuoses contemporains aussi éminents que Frédéric Chopin ou Franz Liszt n'appartiennent pas à son univers sonore. De même, l'immense succès des deux principaux compositeurs d'opéras de la première moitié du XIXe siècle, Gioachino Rossini et Giacomo Meyerbeer, n'éveille chez lui aucun écho.
Comme précisé au chapitre suivant, son voyage en mer de 1841 lui laisse des souvenirs intenses où divers sons résonnent durablement.
Les éléments naturels produisent des vibrations :
- vent (La Vie antérieure ; Mœsta et errabunda ; La Musique ; Obsession ; La Voix ; Bien loin d'ici) ;
- eau
  - de l'océan (L'Homme et la Mer ; Mœsta et errabunda ; La Musique ; Obsession ; Bien loin d'ici) ;
  - d'un bassin (La Fontaine de sang ; Paysage ; Le Jet d'eau ; Bien loin d'ici) ;
  - de pluie (Spleen I).

Mais la plupart du temps, les sons proviennent de l'être humain ou de ses activités :
- voix (Les Phares ; La Muse malade ; Tout entière ; Confession ; L'Héautontimorouménos ; Mœsta et errabunda ; Le Crépuscule du matin ; Sépulture ; Chanson d'après-midi ; La Béatrice ; L'Amour et le crâne ; L’Âme du vin ; Le Vin des chiffonniers ; Le Vin de l’assassin ; Le Vin du solitaire ; Le Reniement de Saint-Pierre ; La Mort des amants ; Le Voyage ; À une Malabaraise) ;
- ville (Les Aveugles) ;
- rue (Les Petites Vieilles ; À une Passante) ;
- port « retentissant » (La Chevelure) ;
- théâtre (L'Irréparable ; Le Crépuscule du soir) ;
- cuisine (Le Crépuscule du soir) ;
- hôpital (Le Crépuscule du soir) ;
- prison (Sur « Le Tasse en prison » d'Eugène Delacroix).

Quelques cris d'animaux résonnent çà et là :
- oiseaux (Paysage ; Un Voyage à Cythère) ;
- colibri (À une Malabaraise) ;
- coq (Le Crépuscule du matin) ;
- loup (Sépulture) ;
- chat (Le Chat (Dans ma cervelle se promène)) ;
- sphinx (Spleen II) ;
- quadrupèdes non identifiés (Un Voyage à Cythère).

Les objets émettent eux aussi des sons variés :
- instruments de musique :
  - non définis (L'Amour du mensonge ; Le Vin du solitaire) ;
  - instrument à cordes et archet (Le Chat (Dans ma cervelle se promène)) ;
  - violon (Harmonie du soir ; Mœsta et errabunda ; Danse macabre) ;
  - orgue (Mœsta et errabunda ; Obsession) ;
  - cloche (La Cloche fêlée ; Spleen I et IV ; Paysage) ;
  - tympanon (Je te donne ces vers afin que si mon nom) ;
  - cuivres - clairon et trompette (Le Crépuscule du matin ; Le Goût du Néant ; Les Petites Vieilles ; Le Vin des chiffonniers ; L'Imprévu) ;
  - flûte (Le Goût du Néant) ;
  - hautbois (Correspondances) ;
  - tambour (Le Guignon ; Sisina) ;
  - fanfare (Les Phares ; Confession) ;
  - orchestre (Le Guignon ; L'Irréparable ; Le Crépuscule du soir ; L'Amour du mensonge ; À propos d'un importun) ;
  - symphonie (Le Reniement de Saint-Pierre) ;
- pendule « aux accents funèbres », dont le tic-tac et la sonnerie scandent l'implacable marche du temps (Spleen I ; L'Horloge ; Rêve parisien ; L'Imprévu ; L'Examen de minuit) ;
- bois qui se consume dans l'âtre (Spleen I ; La servante au grand cœur dont vous étiez jalouse), qui tombe ou qu'on cloue (Chant d'automne) ;
- bijoux au cliquetis sonore (Les Bijoux ; Le Jeu) ;
- girouette ou enseigne qui grincent dans la nuit (Brumes et pluies ; Les Métamorphoses du Vampire).

Comme expliqué au chapitre précédent, le son peut fusionner avec d'autres perceptions :
- parfum (Correspondances ; Tout entière ; Harmonie du soir ; Le Chat (Dans ma cervelle se promène)) ;
- impressions visuelles, notamment lumière et couleurs (Correspondances ; La Vie antérieure ; Les Bijoux ; Spleen II ; La Mort des amants ; Le Jet d'eau) pour former une synesthésie et conduire à l'idéal.

Absence de son, le silence s'apparente à une musique absolue (La servante au grand cœur dont vous étiez jalouse), évocatrice d'éternité (Les Aveugles ; Rêve parisien). Mais il peut se borner à entonner « le cantique muet que chante le plaisir » (Femmes damnées - Delphine et Hippolyte).
À l'égal des autres sens, dont l'olfaction, l'effet produit par l'ouïe s'avère ambivalent. Seul un poème sur dix traduit le bien-être quand près du double provoque le spleen. Certaines pièces confessent même l'accablement (« Mon cœur […] va battant des marches funèbres » - Le Guignon), l'agression (Je te donne ces vers afin que si mon nom) , voire la douleur provoquée par « un affreux hurlement » (Spleen IV) ou des « cris (qui déchirent) la fibre » (Le Vin de l’assassin).
À l'évidence, Baudelaire souffre d'hyperacousie : les sons, s'ils peuvent l'enchanter, le blessent bien souvent, physiquement comme moralement.

##### Le souvenir
Les impressions de l'écorché vif qu'est Baudelaire s'impriment en lui comme sur une toile et l'emplissent des souvenirs accumulés (« J'ai plus de souvenirs que si j'avais mille ans » - Spleen II). « Du souvenir », il « cueille la fleur exquise » (Le Parfum).
Trois poèmes évoquent son enfance (La servante au grand cœur dont vous étiez jalouse ; Je n'ai pas oublié, voisine de la ville ; La Voix). Les deux premiers s'adressent à sa mère, qu'il aime profondément mais dont le remariage avec un officier autoritaire l'a durablement blessé.
Ses jours heureux de jadis (Le Balcon), voire d'existences passées issues d'une croyance en la réincarnation (La Vie antérieure), lui laissent un regret ineffable.
Comme indiqué plus loin au chapitre consacré à la mer, son voyage pour les Indes de 1841, bien qu'écourté par un naufrage, lui laissera des souvenirs intenses - visuels, olfactifs, auditifs - qui alimenteront constamment son inspiration.
Au-delà du ressenti personnel, le passé de l'humanité se pare des charmes d'un âge d'or suscitant une profonde nostalgie (J'aime le souvenir de ces époques nues ; La Géante).
Mais cette faculté de réminiscence s'avère équivoque : elle peut se figer dans l'attente (Le Balcon), raviver une plaie mal cicatrisée (La Vie antérieure) ou - plus rarement - susciter l'extase (Harmonie du soir).

#### La ville
L'édition de 1861 comporte une section nouvelle intitulée Tableaux parisiens. Une fois passé le choc de la condamnation pénale de 1857, Baudelaire a tenté de remplacer les 6 pièces censurées. Cette nécessité imprévue a-t-elle dopé son inspiration ? Lui a-t-elle offert l'occasion d'exprimer le meilleur de lui-même ? Dans les Tableaux parisiens, il place l'être humain au centre de sa création. Comme observé, plusieurs poèmes qui célèbrent la Capitale n'appartiennent pas à cette section. Cadre d'élection où il aura passé toute son existence, Paris fascine Baudelaire.
Ce thème de la ville apparaît comme inédit. La poésie contemporaine reste imprégnée d'un romantisme où, dans la foulée de Jean-Jacques Rousseau, la Nature consolatrice, miroir des états d'âme, joue un rôle essentiel.
Si ses intuitions panthéistes, résumées par le sonnet Correspondances, conduisent Baudelaire à assimiler au principe divin une Nature dont il reconnaît la grandeur, perçoit les forces et cherche même à percer le secret, pour autant il ne s'y complaît pas. Les créations humaines, artificielles par essence, le séduisent bien davantage. En célébrant la ville, il ouvre une voie nouvelle.

#### La mer
Une quarantaine de pièces font allusion à la mer, qui miroite explicitement dans au moins dix-huit poèmes.
L' « océan où la splendeur éclate » (Mœsta et errabunda) fascine Baudelaire. Il reste marqué à jamais par le long voyage où, pensant l'assagir, son beau-père le fait embarquer en juin 1841 - il a vingt ans. Parti de Bordeaux pour Calcutta, le Paquebot de Mers du Sud fait naufrage en septembre à l'île Maurice et à la Réunion. Charles poursuit-il sa course jusqu'en Inde ? Il est rapatrié dans des circonstances imprécises. Durant ce périple qu'il déteste, maussade, il ne se mêle pas à l'équipage. Mais il enregistre un univers de sensations durables - couleurs, odeurs et sons - où son inspiration ne cessera de puiser.
L'image hypnotique du soleil rayonnant sur l'océan revient à quatre reprises (La Vie antérieure ; Le Balcon ; Chant d'automne ; Le Voyage).
Positivement, la mer « rauque chanteuse » symbolise :
- l'âge d'or (La Vie antérieure) ;
- l'opulence (Bénédiction ; L'Homme et la Mer ; Mœsta et errabunda) ;
- l'amour profond et doux (Les Bijoux) ;
- la liberté que procure l'absence de limite (L'Homme et la Mer) ;
- l'exaltation (La Musique) ;
- le bien-être (La Vie antérieure) ;
- la purification (Le Balcon) ;
- la consolation (Mœsta et errabunda) ;
- l'oubli grâce au sommeil (Le Mort joyeux).

À l'inverse, elle traduit :
- la tristesse (Causerie ; La Musique ; Semper eadem) ;
- la finitude terrestre, opposée aux profondeurs insondables de l'âme (Le Voyage) ;
- l'hostilité (Obsession ; Les Sept Vieillards) ;
- les ténèbres de l'au-delà (Le Voyage).

Par métaphore sont comparés à la mer :
- le brouillard (Le Crépuscule du matin) ;
- Paris et ses vices (Mœsta et errabunda) ;
- la chevelure féminine (Le Serpent qui danse ; La Chevelure).

La mer est évoquée par :
- la grève (Horreur sympathique ; La Voix ; Le Gouffre) ;
- le vent (Je te donne ces vers afin que si mon nom ; La Voix) ;
- le détroit (L’Irrémédiable) ;
- le navire (Le Serpent qui danse ; Je te donne ces vers afin que si mon nom ; L'Invitation au voyage ; L’Irrémédiable ; La Musique ; L'Albatros ; Lesbos ; Le Voyage). L'image suggestive et pleine d'allégresse du vaisseau qui prend le large apparaît deux fois (Le Beau Navire ; L'Héautontimorouménos). Le nom de certains bateaux est même précisé :
  - trois-mâts (Le Voyage) ;
  - brick, tartane (Lesbos) ;
  - frégate (Mœsta et errabunda ; Lesbos) ;
  - gabarre (Les Sept Vieillards) ;
- le gréement (Parfum exotique ; Le Serpent qui danse ; Les Sept Vieillards ; Un Voyage à Cythère) ;
- l'aviron (Don Juan aux enfers ; L'Albatros) ;
- la hune et le pont (Le Voyage) ;
- les hommes d'équipage (Parfum exotique ; L'Albatros ; Le Cygne ; Le Voyage ; À une Malabaraise) ;
- le capitaine (Réversibilité ; Le Voyage) ;
- la maladie tropicale des marins qu'est la calenture (Le Vin du solitaire) ;
- une expression propre à la navigation : prendre la barre (Les Sept Vieillards) ;
- un oiseau marin (L'Albatros) ;
- le naufrage (Franciscæ meæ laudes).

La mer résume donc toute l'ambivalence des sentiments de Baudelaire, qui peuvent l'embarquer pour l'enchantement comme le noyer dans le désespoir.

#### L'exotisme
Un certain nombre de poèmes sont empreints d'exotisme.
Introspectif enclin aux aventures intérieures, Baudelaire est avant tout un voyageur en chambre. Certes, il se souvient de son périple maritime de 1841 mentionné au chapitre précédent. Mais par la suite, il s'inspirera surtout de peintures, comme dans L'Invitation au voyage où il évoque les Pays-Bas - notamment Johannes Vermeer, Pierre Paul Rubens, Rembrandt et Jan van Eyck.
L'exotisme s'exprime à travers :
- l'Orient (La Beauté ; Sed non satiata ; L'Invitation au voyage ; Les ténèbres ; Lesbos) ;
- l'Inde, sur les rives du Gange (Danse macabre ; Rêve parisien) ;
- l'Asie (La Chevelure) ;
- l'Afrique (La Chevelure) ;
- les Tropiques (La Vie antérieure ; Parfum exotique ; À une dame créole ; À une Malabaraise ; Bien loin d'ici) ;
- la Sibérie (Chanson d'après-midi) ;
- l'éloignement chronologique (J'aime le souvenir de ces époques nues ; La Géante ; Duellum ; À une Madone ; Le Cygne ; L'Avertisseur) ;
- de simples allusions (Le Flacon ; Franciscæ meæ laudes ; Un Voyage à Cythère ; Le Léthé ; Le Vampire ; Mœsta et errabunda ; Spleen II et III ; Le Revenant ; Les Métamorphoses du Vampire ; La Mort des amants ; Le Rêve d'un curieux ; Le Voyage ; L'Albatros).

Mais il peut fonctionner à rebours. Dans trois poèmes, Baudelaire fait venir des femmes des tropiques jusqu'en France. Là, si elles suscitent admiration et amour (À une dame créole), elles éprouvent surtout le mal du pays dû aux rigueurs climatiques comme à l'âpreté humaine. Baudelaire résume leur désillusion en reprenant deux fois, mot pour mot, l'image suggestive des « cocotiers absents ». Il exprime une compassion touchante (voir plus loin, L'empathie), rare à son époque, pour ces êtres déracinés :
- qui regrettent amèrement leur paradis perdu (« Je pense à la négresse[51], amaigrie et phthisique, / Piétinant dans la boue, et cherchant, l'œil hagard, / Les cocotiers absents de la superbe Afrique / Derrière la muraille immense du brouillard » - Le Cygne) ;
- que leur séjour en France réduit à toutes les misères (« Pourquoi, heureuse enfant, veux-tu voir notre France, / Ce pays trop peuplé que fauche la souffrance, / Et, confiant ta vie aux bras forts des marins, / Faire de grands adieux à tes chers tamarins ? / Toi, vêtue à moitié de mousselines frêles, / Frissonnante là-bas sous la neige et les grêles, / Comme tu pleurerais tes loisirs doux et francs, / Si, le corset brutal emprisonnant tes flancs, / Il te fallait glaner ton souper dans nos fanges / Et vendre le parfum de tes charmes étranges, / L'œil pensif, et suivant, dans nos sales brouillards, / Des cocotiers absents les fantômes épars ! » - À une Malabaraise).

#### Le poète
Une vingtaine de pièces évoquent le poète.
Sa vocation s'affirme de plusieurs façons. Baudelaire le montre :
- suscité par Dieu pour chanter la souffrance, rédemptrice selon la théologie chrétienne (Bénédiction) ;
- puissant comme un astre (Le Soleil) ;
- désireux d'évoquer l'âge d'or (J'aime le souvenir de ces époques nues) ;
- dépositaire de secrets ineffables (Tristesses de la lune) ;
- pieux (Tristesses de la lune ; Le Vin du solitaire) ;
- amoureux de la Femme (Je te donne ces vers afin que si mon nom ; À Celle qui est trop gaie) ;
- complice d'une nuit qui l'apaise (La Fin de la journée) ;
- friand d'exotisme (À une dame créole) ;
- zélé au point de « buter du front sur son travail » (La Lune offensée) ;
- fasciné par la beauté (La Beauté) ;
- ouvert au mystère de l'au-delà « car le tombeau toujours comprendra le poète » (Remords posthume).

De façon moins positive, il apparaît :
- captif d'un monde auquel il ne peut s'adapter (L'Albatros ; Le Vin des chiffonniers ; Sur « Le Tasse en prison » d'Eugène Delacroix) ;
- errant telle une âme en peine (Spleen I) ;
- solitaire, « sinistre, ennemi des familles » (Les Deux Bonnes Sœurs) ;
- chétif et besogneux (À une Mendiante rousse) ;
- impuissant (Le Jeu) ;
- dévoyé (L'Examen de minuit).

Baudelaire cite trois de ses prédécesseurs. Mais tous du XVIe siècle : Belleau, Ronsard et Le Tasse, ils appartiennent à un passé révolu.
Il affirme la mission impartie au poète. Mais celle-ci doit rester circonscrite au domaine de l'art. Son dandysme lui impose le détachement. Cette règle s'exprime sans ambages dans Paysage : « l'Émeute, tempêtant vainement à ma vitre, / Ne fera pas lever mon front de mon pupitre ».

#### L'empathie
De tout ce qui précède, Baudelaire apparaît comme un homme tourmenté, obsédé par le mal et hanté par la mort. Son hypersensibilité et sa lucidité l'inclinent à la misanthropie. Pourtant, son exigence morale et sa soif spirituelle l'incitent à restaurer, par le biais d'ineffables correspondances, un monde idéal où règnent le Beau et le Bon.
Bien que peu mise en évidence par la critique, l'empathie de Baudelaire envers ceux qui souffrent apparaît en filigrane tout au long de son œuvre. Elle s'explique certes par son éducation chrétienne qui lui a enseigné le devoir de charité, mais sans doute aussi par un tempérament bien meilleur que ce qu'il laisse croire (ainsi, c'est en la défendant contre des ivrognes qui la tourmentaient qu'il aurait rencontré Jeanne Duval un soir de 1842). Évitant toute sensiblerie, elle vise :
- la détresse morale (Réversibilité ; Le Crépuscule du soir ; Le Reniement de Saint-Pierre ; Abel et Caïn) ;
- la souffrance physique :
  - du travailleur manuel exténué (Le Crépuscule du soir ; L’Âme du vin ; Le Vin des chiffonniers) ;
  - de la femme qui accouche (Le Crépuscule du matin) ;
  - du malade (Réversibilité) ;
  - de l'agonisant (L'Irréparable ; La Cloche fêlée ; Le Crépuscule du soir ; Le Crépuscule du matin).

Avec une sollicitude non exempte de tendresse, elle se penche sur le sort des plus humbles :
- faible qu'on afflige et méprise (L'Examen de minuit) ;
- orphelins, naufragés, captifs, vaincus… et bien d'autres ! (Le Cygne) ;
- « gens pauvres et nus » (Le Crépuscule du matin ; La Mort des pauvres) ;
- femmes victimes de la débauche, active ou subie (Confession ; Une Martyre ; Lesbos ; Femmes damnées (Comme un bétail pensif sur le sable couchées)) ;
- gens âgés devenus débiles (Réversibilité ; Le Vin des chiffonniers ; Les Petites Vieilles) ;
- immigrées qu'accablent la nostalgie, les rigueurs climatiques et le racisme, comme évoqué supra à propos de l'exotisme (Le Cygne ; À une Malabaraise).

La compassion de Baudelaire s'étend même :
- à l'animal qu'on maltraite (L'Albatros) ;
- à Jésus humilié et supplicié (Le Reniement de Saint-Pierre) ;
- aux morts qu'on oublie (La servante au grand cœur dont vous étiez jalouse).

### Aspects formels

#### Modernité
Baudelaire rajeunit la structure du vers. Pour en rompre la monotonie, il utilise régulièrement des procédés que les poètes classiques ne s'autorisent qu'exceptionnellement.

##### Enjambement, rejet et contre-rejet
Il s'affranchit du mécanisme de la métrique par :
- l'enjambement - ici d'autant plus hardi qu'il englobe deux strophes :

« Nous nous embarquerons sur la mer des Ténèbres
Avec le cœur joyeux d'un jeune passager.
Entendez-vous ces voix, charmantes et funèbres,
Qui chantent :"Par ici ! vous qui voulez manger
Le lotus parfumé ! C'est ici qu'on vendange
Les fruits miraculeux dont votre cœur a faim ;
Venez vous enivrer de la douceur étrange
De cette après-midi qui n'a jamais de fin !" »
(Le Voyage) ;
- le rejet :

« Mais, si j'avais voulu t'attaquer au défaut
De l'armure, ta honte égalerait ta gloire »
(Châtiment de l'orgueil) ;
- le contre-rejet - ici précédé d'un enjambement mis en italiques :

« Voilà le souvenir enivrant qui voltige
Dans l'air troublé ; les yeux se ferment ; le Vertige
Saisit l'âme vaincue et la pousse à deux mains
Vers un gouffre obscurci de miasmes humains »
(Le Flacon) ;
- la combinaison du rejet et du contre-rejet, qui renforce l'effet stylistique traduisant le rougeoiement solaire :

« Charmants Yeux, vous brillez de la clarté mystique
Qu'ont les cierges brûlant en plein jour ; le soleil
Rougit, mais n'éteint pas leur flamme fantastique »
(Le Flambeau vivant).

##### Restructuration de l'alexandrin
Baudelaire rompt avec les conventions de l'alexandrin.
Il répartit deux hémistiches sur des sections successives. Ces hémistiches constituent, à eux seuls, trois sections à part entière au sein d'un long poème :

« III Dites, qu'avez-vous vu ? 
IV "Nous avons vu des astres […]"
V - Et puis, et puis encore ? 
VI "O cerveaux enfantins ! […]" »
(Le Voyage).
Comme Victor Hugo, il pratique l'alexandrin trimètre, à trois coupes égales :

« L'homme, élégant, robuste et fort, avait le droit » (J'aime le souvenir de ces époques nues) ;

« À la très-belle, à la très-bonne, à la très-chère » (Que diras-tu ce soir, pauvre âme solitaire) ;

« Tu fais l'effet d'un beau vaisseau qui prend le large » (Le Beau Navire) ;

« Et dites-moi s'il est encor quelque torture » (Le Mort joyeux) ;

« Andromaque, je pense à vous ! Ce petit fleuve » (Le Cygne - Premier vers d'un poème précisément dédié à Victor Hugo) ;

« Son front de marbre avait l'air fait pour le laurier » (Les Petites Vieilles) ;

« En tout climat, sous tout soleil, la Mort t'admire » (Danse macabre) ;

« Et cependant je sens ma bouche aller vers toi » (Femmes damnées - Delphine et Hippolyte) ;

« Mais le damné répond toujours : "Je ne veux pas" » (Le Rebelle).
Il s'enhardit à des articulations théoriquement proscrites, qui éludent la césure à l'hémistiche :

2/3/4/3 « L'horloge, à son tour, dit à voix basse : "il est mûr" » (L'Imprévu) ;

2/3/7 « Serré, fourmillant, comme un million d'helminthes » (Au Lecteur) ;

2/6/4 « D'autres, l'horreur de leurs berceaux, et quelques-uns » (Le Voyage) ;

3/5/4 « Ma douleur, donne-moi la main ; viens par ici » (Recueillement) ;

3/6/3 « - Si ce n'est, par un soir sans lune, deux à deux » (Brumes et pluies) ;

3/9 « Et des flots. Nous avons vu des sables aussi » (Le Voyage) ;

4/3/5 « Dans quel philtre ? - dans quel vin ? - dans quelle tisane ? » (L'Irréparable) ;

4/5/3 « Teintés d'azur, glacés de rose, lamés d'or » (Le Flacon) ;

4/8 « Viens-tu troubler, avec ta puissante grimace » (Danse macabre) ;

5/4/3 « Quoiqu'il ne pousse ni grands gestes ni grands cris » (Au Lecteur) ;

5/7 « Les jambes en l'air, comme une femme lubrique » (Une charogne) ;

7/5 « Tu rappelles ces jours blancs, tièdes et voilés » (Ciel brouillé - particulièrement novatrice, cette coupe préfigure Arthur Rimbaud) ;

8/4 « Comme un homme monté trop haut, pris de panique » (Châtiment de l'orgueil) ;

9/3 « Quelle est cette île triste et noire ? - C'est Cythère » (Un Voyage à Cythère).

##### Rénovation du sonnet
Baudelaire assouplit la forme du sonnet, héritage vieux de trois siècles (voir infra, à propos du genre des poèmes). Il se libère des règles suivantes :
- la limitation à quatre rimes pour quatorze vers, qui bride son inspiration et limite son expression ;
- la disposition figée des rimes, en substituant des rimes croisées aux rimes embrassées ;
- la stricte alternance des rimes masculines et féminines.

En outre, il explore deux variantes rarement pratiquées :
- un sonnet polaire, où les quatrains encadrent les tercets (L'Avertisseur) ;
- un sonnet inversé, où les tercets précèdent les quatrains (Bien loin d'ici).

##### Hardiesse du langage
Baudelaire manie un langage recherché : les souvenirs de ses humanités abondent, à travers de constantes références à l'antiquité gréco-romaine.
Mais passant outre à la réprobation - mêlée de raillerie - des puristes contemporains, il n'hésite pas à utiliser des tournures du parler quotidien (« Et comme qui dirait des beautés de langueur » - J'aime le souvenir de ces époques nues ; « Bien qu'on ait du cœur à l'ouvrage » - Le Guignon ; « Causent sinistrement » - Spleen I). Bien plus, il ose s'affranchir d'une règle grammaticale en accordant au masculin, au lieu du féminin, le mot amour utilisé au pluriel (« leurs amours défunts » - Spleen I).

#### Pouvoir des images
Fils d'un dessinateur amateur, Baudelaire nourrit une passion pour la peinture. Peintre d'idées, il invente des images d'une grande force expressive qui s'impriment durablement dans l'esprit du lecteur. L'ajout d'un simple adjectif lui suffit à transfigurer une expression courante en la teintant d'une couleur irréelle (« Le soleil se couchant sur la mer violette » - Le Voyage).
Il associe des éléments de manière inédite. Quelques exemples illustrent cette remarquable faculté créatrice :
- « nous volons au passage un plaisir clandestin / Que nous pressons bien fort comme une vieille orange » (Au Lecteur) ;
- « je suis belle, ô Mortels ! comme un rêve de pierre » (La Beauté) ;
- « et les vagues terreurs de ces affreuses nuits / Qui compriment le cœur comme un papier qu'on froisse » (Réversibilité) ;
- « le ciel est triste et beau comme un grand reposoir » (Harmonie du soir) ;
- « les soleils mouillés / De ces ciels brouillés » (L'Invitation au voyage) ;
- « (pauvre ange, elle chantait…) que tout craque, amour et beauté, / Jusqu'à ce que l'Oubli les jette dans sa hotte / Pour les rendre à l'Éternité » (Confession) ;
- « mais la tristesse en moi monte comme la mer » (Causerie) ;
- « ne cherchez plus mon cœur, les bêtes l'ont mangé » (Causerie) ;
- « je suis comme un peintre qu'un Dieu moqueur / Condamne à peindre, hélas ! sur les ténèbres ; / Où, cuisinier aux appétits funèbres, / Je fais bouillir et je mange mon cœur » (Les ténèbres) ;
- « elle cherchait dans l'œil de sa pâle victime / Le cantique muet que chante le plaisir […] Mes baisers sont légers comme ces éphémères / Qui caressent le soir les grands lacs transparents » (Femmes damnées - Delphine et Hippolyte) ;
- « la Curiosité nous tourmente et nous roule, / comme un Ange cruel qui fouette des soleils » (Le Voyage) - vision évoquant William Blake ;
- « une oasis d'horreur dans un désert d'ennui » (Le Voyage) ;
- « (nous avons…) salué l'énorme Bêtise, / la Bêtise au front de taureau » (L'Examen de minuit).

Baudelaire aime l'adjectif, dont il a perçu le potentiel créateur. Pour préciser sa pensée, il l'utilise volontiers accouplé, uni par la conjonction et. Ce syntagme vaut même signature :
- « je poserai sur lui ma frêle et forte main » (Bénédiction) ;
- « éternel et muet ainsi que la matière » (La Beauté) ;
- « le ciel est triste et beau comme un grand reposoir » (Harmonie du soir) ;
- « les chats puissants et doux, orgueil de la maison » (Les Chats) ;
- « il est amer et doux, pendant les nuits d'hiver » (La Cloche fêlée) ;
- « l'aurore grelottante en robe rose et verte » (Le Crépuscule du matin) ;
- « goûter, en regrettant l'été blanc et torride, / De l'arrière-saison le rayon jaune et doux ! » (Chant d'automne) ;
- « un brouillard sale et jaune inondait tout l'espace » (Les Sept Vieillards) ;
- « entre des quais roses et verts » (Rêve parisien) ;
- « des plaines de l'ennui, profondes et désertes » (La Destruction) ;
- « deux voix me parlaient. / L'une, insidieuse et ferme » (La Voix) ;
- « énorme et laid comme le monde ! » (L'Imprévu) ;
- « à l'artiste pensif ton corps est doux et cher » - « comme tu pleurerais tes loisirs doux et francs » (À une Malabaraise) ;
- « où bout l'imperceptible et vaste Humanité » (Le Couvercle) ;
- « dans le vin informe et mystique » (La Prière d'un Païen) ;
- « lecteur paisible et bucolique, / Sobre et naïf homme de bien » (Épigraphe pour un livre condamné)…

Ce besoin de recourir à l'adjectif peut même pousser Baudelaire à en accumuler jusqu'à remplir un vers, voire plus :
- « vieux flacon désolé, / Décrépit, poudreux, sale, abject, visqueux, fêlé » (Le Flacon) ;
- « noire, humide, funeste et pleine de frissons » (Le Coucher du soleil romantique).

#### Densité
Profonde et condensée, encline aux interrogations philosophiques, la pensée de Baudelaire s'exprime avec densité.
Elle possède un pouvoir incantatoire dont Stéphane Mallarmé s'inspirera.
D'un perfectionnisme scrupuleux, le poète se corrige beaucoup, y compris sur les épreuves d'imprimerie.

#### Répétition
Douze poèmes utilisent une répétition. Ce procédé permet d'affirmer la pensée et d'en souligner les obsessions. Il apparaît comme une signature baudelairienne.
Plusieurs schémas se rencontrent :
- le vers initial est répété en fin de strophe :
  - à l'identique (Réversibilité ; Mœsta et errabunda),
  - avec une ou plusieurs variantes (Le Balcon ; L'Irréparable ; Lesbos ; Le Monstre ou le Paranymphe d'une Nymphe macabre) ;
- la strophe initiale est répétée en fin de poème, avec une variante (Hymne) ;
- un vers-refrain est intercalé entre des distiques (Les Litanies de Satan) ;
- une strophe-refrain est intercalée entre des strophes (L'Invitation au voyage ; Le Jet d'eau) ;
- plusieurs strophes sont répétées selon un schéma complexe (Le Beau Navire).

Enfin, une variante assouplie du pantoum n'en conserve que le principe de répétition systématique (Harmonie du soir).

#### Genre des poèmes
Sur les 163 pièces composant les Fleurs du Mal, on compte :
- 72 sonnets,
- 1 poème apparenté au pantoum,
- 90 poèmes à forme libre.

Baudelaire affectionne le sonnet puisqu'il l'utilise dans plus de quatre poèmes sur dix.
Seules six pièces sont régulières (Bohémiens en voyage ; Parfum exotique ; Sed non satiata ; Le Possédé ; Le Cadre ; La Lune offensée). Une est même hyper-régulière car construite sur deux rimes uniquement, ce qui constitue un tour de force (Sonnet d'automne). La structure régulière traduit l'idéal, ou tout du moins l'apaisement. Mais l'inverse n'est pas systématiquement vrai : une construction non régulière peut accompagner l'enchantement (Correspondances).
Il crée des sonnets irréguliers - principalement à cause de la nature des quatrains - soit en substituant des rimes croisées aux rimes embrassées ; soit, rejetant un système contraignant qui bride son imagination, en doublant le nombre des rimes, les faisant passer de deux à quatre.
Dans le mystique Harmonie du soir, il assouplit la formule du pantoum, basée sur une stricte répétition.

#### Métrique
Les 163 poèmes des Fleurs du Mal en comportent :
- 110 en alexandrins,
- 33 en octosyllabes,
- 4 en décasyllabes,
- 1 en heptasyllabes.

Seuls 15 utilisent une combinaison métrique :
- 7 en alexandrins et octosyllabes,
- 2 en octosyllabes et pentasyllabes,
- 1 en alexandrins et pentasyllabes,
- 1 en décasyllabes et octosyllabes,
- 1 en décasyllabes et pentasyllabes,
- 1 en heptasyllabes et pentasyllabes,
- 1 en heptasyllabes et tétrasyllabes,
- 1 en octosyllabes, hexasyllabes et tétrasyllabes.

Baudelaire reste obstinément fidèle à l'alexandrin, qu'il utilise dans près de sept poèmes sur dix. Il a besoin d'un mètre suffisamment ample pour développer sa pensée.
Toutefois, il ne méconnaît pas la fluidité de l'octosyllabe, qu'on rencontre dans deux poèmes sur dix (voire plus, si l'on prend en compte les formes composites). Il est même frappant de constater que bien souvent - surtout à la fin du recueil - ces pièces se succèdent chronologiquement, comme si Baudelaire s'était temporairement habitué à un rythme plus léger :
- L'Héautontimorouménos / Franciscæ meæ laudes ;
- Alchimie de la douleur /  Horreur sympathique ;
- Le Monstre ou le Paranymphe d'une Nymphe macabre / Vers pour le Portrait de M. Honoré Daumier ;
- À propos d'un importun / Un Cabaret folâtre ;
- L'Examen de minuit / L'Avertisseur ;
- Les Plaintes d'un Icare / La Prière d'un Païen / Bien loin d'ici / Madrigal triste).

De même, la combinaison de mètres différents lui permet d'échapper à la régularité trop pesante de l'alexandrin pour traduire une large variété de sentiments :
- l'insouciance (À une Mendiante rousse) ;
- l'attente (L’Irrémédiable) ;
- le désir (Les Promesses d'un Visage) ;
- l'enchantement (Le Serpent qui danse ; L'Invitation au voyage ; Le Jet d'eau) ;
- l'ambivalence et l'instabilité (La Musique) ;
- l'amertume (Confession) ;
- la révolte (L'Amour et le crâne) ;
- l'horreur (Une charogne).

#### Longueur des poèmes
Baudelaire affectionne les formes courtes, propices à la condensation de sa pensée. Le nombre élevé de sonnets accentue ce trait.
En général, les poèmes ne dépassent pas une dizaine de strophes (le plus souvent des quatrains). Quelques-uns se signalent toutefois par leur longueur :
- Le Voyage (36 strophes sur 8 sections) ;
- Femmes damnées - Delphine et Hippolyte (26 strophes) ;
- Les Petites Vieilles (21 strophes sur 4 sections) ;
- Bénédiction (19 strophes) ;
- Danse macabre (15 strophes) ;
- Une martyre (15 strophes) ;
- Lesbos (15 strophes) ;
- Un Voyage à Cythère (15 strophes) ;
- Le monstre ou le Paranymphe d'une Nymphe macabre (15 strophes sur 2 sections) ;
- À une Mendiante rousse (14 strophes) ;
- Le Cygne (13 strophes sur 2 sections) ;
- Les Sept Vieillards (13 strophes).

## Jugement de Baudelaire sur l'œuvre
Baudelaire considère avoir produit une œuvre à la « beauté sinistre et froide », qui « fera son chemin dans la mémoire du public lettré, à côté des meilleures poésies de V. Hugo, de Th. Gautier et même de Byron. »

## Éditions

### Éditions de référence
- Les Fleurs du mal, Paris, Revue des deux Mondes, 1855  (Wikisource) ;
- Les Fleurs du mal, Paris, Poulet-Malassis et De Broise, 1re éd., 1857  (Wikisource) ;
- Les Fleurs du mal, Paris, Poulet-Malassis et De Broise, 2e éd., 1861  (Wikisource) ;
- Les Fleurs du mal, Paris, Michel Lévy frères, 3e éd., 1868  (Wikisource) ;
- Baudelaire, Œuvres complètes, tome 1, Bibliothèque de la Pléiade, Éditions Gallimard, Paris, 1975 ; préface et notes de Claude Pichois.

### Éditions illustrées debibliophilie
- Les Fleurs du mal, illustrations d'Auguste Rodin, 1887-1888[55]
- Les Fleurs du mal, avec 27 eaux-fortes de Georges-Antoine Rochegrosse, Paris, F. Ferroud, 1910[56]
- Les Fleurs du mal, illustrations d'après les dessins de Louise Hervieu, Paris, Ollendorff, 1920[57]
- Les Fleurs du mal, préface de Camille Mauclair ; ill. et eaux-fortes originales d'Alméry Lobel-Riche, Paris, Cercle Grolier, 1923[58]
- Les Fleurs du mal, 20 lithographies originales de Roger Schardner, Cachan, Breger Frères éditeurs, 1945
- Les Fleurs du mal - Spleen et Idéal, 36 gouaches originales de Dan Solojoff, Paris, Vialetay, 1959[59]
- Les Fleurs du mal, 8 lithographies originales de Sacha Chimkevitch et Jean-Pierre Scholl, Genève, éditions Famot, 1979
- Les Fleurs du mal, illustrations de Roger Bezombes, Strasbourg, Bibliophiles de l'Est, 1985[60]
- Les Fleurs du mal illustrées par la peinture symboliste et décadente, Paris, Éditions Diane de Selliers, 2005, préface de Jean-David Jumeau-Lafond